# ジンバブエ・ドル
ジンバブエ・ドル（英語: Zimbabwean dollar）は、かつてジンバブエが発行し存在した法定通貨。ジンバブエ準備銀行が発行していた法定通貨でもあった。通貨の補助単位はセントで、1ドル=100セントとなっている.通貨の記号は $ または、他のドルと区別するため Z$ が一般的に使用された。通貨コードは、ZWL であるが、旧コードとして ZWD などもある。

## 概要
1980年の独立によって導入されたジンバブエ・ドルは、経済政策の失敗によってハイパーインフレーションが発生し、価値を失った。何度かデノミネーションが実施されたものの、ハイパーインフレーションを終息させることはできず、2009年4月12日をもって発行が停止された。2016年当時、法定通貨として米ドル、ユーロ、英ポンド、日本円、南アフリカ・ランド、ボツワナ・プラ、中国人民元、インド・ルピー、豪ドルの9種類が認められていた。なお、街中で実際に使われていたのは主に米ドルと南ア・ランドである。
2015年6月11日、ジンバブエ準備銀行は通貨としてのジンバブエ・ドルを廃止、同時に17.5京ジンバブエ・ドル以内の銀行口座預金を5米ドル、それを超える場合は、3.5京ジンバブエ･ドル = 1米ドルの為替レートで交換すると発表した。同年9月の回収終了をもって、ジンバブエ・ドルの歴史は正式に幕を閉じた。
通貨発行が停止した後の数年間はアメリカ合衆国ドルや南アフリカランドといった、他の国家が発行した法定通貨での商取引が行われた。2019年6月に暫定通貨RTGSドルが唯一の法定通貨と指定されたものの、年300 %を超えるハイパーインフレーションによる紙幣不足のため、2020年3月より再び米ドルの流通が暫定的に認められる状態であった。その後2024年4月にRTGSドルに代わってジンバブエ・ゴールド（ZiG）が導入され、現在に至る。

## 歴史

### 最初のドル
最初のジンバブエ・ドルは、1980年にローデシア・ドルに代わって導入された（ローデシア・ドルと等価交換）。登場当初ジンバブエ・ドルは、アメリカ合衆国ドルより価値が高く、為替レートでは、1米ドル = 0.68ジンバブエ･ドル だった。
しかしその後、ジンバブエにおけるロバート・ムガベ政権の経済政策の失政から、急速に通貨価値が無くなり、2006年7月26日には、為替レートにおいて、1イギリスポンド = 100万ジンバブエ・ドルにまで下落した。

### 2番目のドル
2005年10月、ジンバブエ準備銀行のギデオン・ゴノ総裁は、「ジンバブエは来年新通貨に移行する」と発表した。旧通貨は新しい紙幣と硬貨に置き換えられた。ゴノ総裁は、新通貨に新しい名前をつけなかった。2006年6月、新通貨発行にあたってデービッド・チャプリカ副蔵相はマクロ経済の安定化を成し遂げなければならないと述べた。
2006年8月1日、デノミネーションが行われ、ジンバブエ・ドルは3桁切り捨てられた。新ドルの補助通貨もセントで、1ドル=100セントである。デノミと共に、政府は米ドルに対して通貨を60 %切り下げ、交換レートを1米ドル = 101,000旧ジンバブエ・ドル（101新ドル）から250新ジンバブエ・ドルへと変更した。
ゴノによって"日の出作戦 (Operation Sunrise)" と名づけられた、通貨価値向上キャンペーン（一種の預金封鎖）は問題を抱えていたものの、2006年8月21日に完了した。この期間に、マネーサプライの22 %にあたる数十兆の旧ジンバブエ・ドルが、新通貨と交換されることなく紙屑と化した。
その他の問題として、
- 道路の封鎖や1日の預金限度額を超えて、銀行に預金をした人に対する取締を行っていた、警察や青年軍人の振る舞い。
- 通貨の押収のための、企業や家庭への家宅捜索。
- 新しい持参人払式小切手（期限付き紙幣）の不足。
- 多くの人や企業が、古い持参人払式小切手の受け取りを拒否したこと。
- 両替するための小額紙幣の慢性的不足。
- 急速に変更したため、特に遠方の町では情報伝達が遅れ、持参人払式小切手の交換が間に合わなかった。

ほとんどの経済学者は、この動きは政治的なものに過ぎないと激しく非難した。彼らは、準備銀行の劇的な方針転換なくしては、ハイパーインフレーションは収まらないと主張した。人々は、古い紙幣を使い切るためにパニックになり、証券を買い漁ったので、ジンバブエの証券取引所の株価指数は、世界中のどのマーケットよりも上昇した。具体的には、2006年6月から2007年6月で株価が39,000 %上昇した。これはジンバブエの物価上昇率よりも高い水準である。
2006年12月12日、ゴノは銀行やその他金融機関に対して、「日の出作戦2」という次の金融改革を2007年1月に発表するとメモで仄めかした。ただ、そのメモが1月から新しい通貨を発行するという銀行に対するアドバイスだったのかどうか、ゴノの事務所から直ちに確証を得ることはできなかった。しかし、ジンバブエ最大手の銀行の一つの最高経営責任者は、「産業界は来月新しい通貨が発行されるという意味だと解釈した。」と話した。また、新通貨の名前として、ショナ語で「土」という意味のあるivhuが挙がっていた。
2007年2月2日、第3のドルが近いうちに発行されるということと、新しい紙幣についての詳細がいくらか発表された。
同月、ジンバブエ準備銀行はインフレーションは「違法行為」だと宣言し、同年3月1日と7月30日に特定の必需品の値上げを一切禁止した。また、当局はいくつかの会社の経営者を「製品を値上げした」という理由で逮捕した。しかし経済学者は、そのような処置が長期的に問題解決をすることはありえないと批判した。
同年6月15日、経済学者のエディー・クロスが、「準備銀行は来週通貨をさらに3桁切捨て、1新ジンバブエ・ドル = 100万（導入当初の）旧ジンバブエ・ドルにするという話がある。商業や産業は混沌が支配し、それらを担当する部門は半狂乱状態である」と報告した。
2007年6月25日、アメリカの雑誌『フォーリン・ポリシー』に、北朝鮮の北朝鮮ウォン、ソマリアのソマリア・シリング、ベネズエラのボリバル、イラクのイラク・ディナールとともに、ジンバブエ・ドルが「世界で最も価値が低い通貨」に選定された。
同年9月6日、ジンバブエ・ドルは対米ドルで1,200 %切り下げられて、公式の為替レートは1米ドル = 30,000ジンバブエ・ドルに変更された。しかし、闇市での為替レートはさらに低い1ドル = 600,000ジンバブエ・ドルと推定されていた。
2008年5月5日、ジンバブエは固定相場制から変動相場制に移行した。2008年5月16日当時で、1米ドル = 2億5600万ジンバブエ・ドルとなっていた。

### 3番目のドル
2008年8月1日、再びデノミネーションが行われた。ジンバブエ・ドルは10桁切り捨てられ、100億ジンバブエ・ドルを新1ジンバブエ・ドルにした。これに伴い、紙幣も刷新された。

### 4番目のドル
2009年初頭から米ドルおよび南アフリカランドでの国内決済を可能にした。
前回のデノミネーションからの半年後の2009年2月2日、1兆ジンバブエ・ドルが新1ジンバブエ・ドルになる12桁のデノミネーションを実施した。
2009年2月18日、政府は公務員に対して米ドルによって給与を支払うと発表。これによりジンバブエ・ドルは公式には流通しなくなった。
2009年4月12日、政府の経済計画改革大臣のエルトン・マンゴマは、「最低1年間は、ジンバブエ・ドルは流通しないだろう。現時点で価値を抑える早急な手立てがないため、（新たな）ジンバブエ・ドルの発行ができない。」と現地の新聞に答え、政府としてジンバブエ・ドルの無期限発行停止を発表した。
なお、一連のハイパーインフレーションとジンバブエ・ドルの度重なる通貨改革によって、ゴノは2009年イグノーベル賞数学賞の受賞となった。理由は「1セントから100兆ジンバブエ・ドルまでの幅広い額面の銀行券を印刷させることによって、非常に大きな数字にも対応できるようになるための、簡単で毎日できるトレーニング法を国民に与えたことに対して」。また、同賞では2015年以降「賞金」として10兆ジンバブエドル紙幣が受賞者に贈られている。
2015年には公式に通貨としての廃止が決定され、2015年6月から回収を開始し同年9月には終えた。

### 廃止後の動向
通貨発行が停止した後の数年間はアメリカ合衆国ドルや南アフリカランドといった、他の国家が発行した法定通貨での商取引が行われた。2019年6月に暫定通貨RTGSドル（第5のジンバブエ・ドルとも）が唯一の法定通貨と指定され、外貨を使用することができなくなったが、RTGSドルもまた年300 %を超えるハイパーインフレーションが発生したため、2020年3月より再び米ドルの流通が暫定的に認められた。
2024年4月5日、新たな通貨として金を裏付けとしたジンバブエ・ゴールドが発表され、4月8日より導入された。

## ハイパーインフレーション

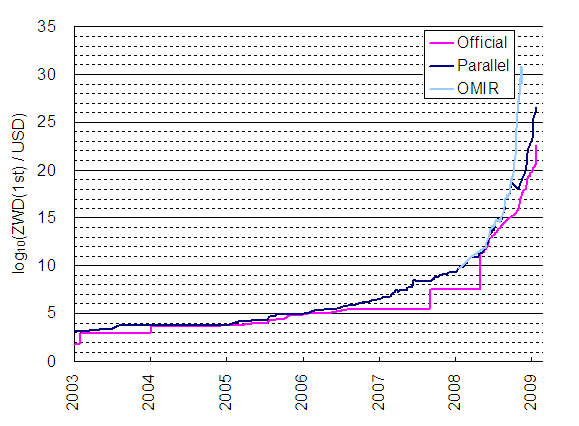
2003年以降の為替変遷（単位はデノミ前のジンバブエ・ドル、対数表示）。

ハイパーインフレーションと経済の崩壊は、ジンバブエ・ドルの貨幣価値を大幅に下落させた。
21世紀初頭、ジンバブエはインフレーションを経験した。インフレーション率は2004年初期は624%で、2006年12月には1,281.1%を記録した。もしこのまま方針を変えなければ、2007年末には100,000%を超えると、国際通貨基金は予測していた。
2007年、いよいよインフレーションは激しさを増し、2007年4月には3,714%（前年比）を記録し、月間インフレ率は100%を記録した。これは12か月で400,000%を超えるハイパーインフレレーションになることを意味する。2007年7月にはさらにこれを超える前年比7634.8%に達した。
2007年6月21日、在ジンバブエアメリカ合衆国特命全権大使のChristopher Dellは、ガーディアン紙に対して、2007年末までにインフレ率1,500,000%に達するだろうと語った。この頃の闇為替レートは1英ポンド=40万ジンバブエ・ドルである  。
2007年7月13日、ジンバブエ政府はインフレ率の公式発表を一時停止すると発表した。評論家はこれは先例のない経済崩壊を象徴する、青天井のインフレから人々の目を逸らすためだと評している。
2007年7月27日、同年6月21日時点ではインフレ率は11,000％くらいだろうとの推測もあったものの、ジンバブエ消費者会議 (Consumer Council of Zimbabwe) は最近の6つの都市部の家庭の1月の支出から計算すると6月はインフレ率13,000%を超えていたとしている。一方中央統計局 (CSO) は、2007年2月にインフレ率1,729%を発表して以来消費者物価指数を発表していない。
2007年9月、ジンバブエ準備銀行と中央統計局は2007年8月のインフレ率を6,592.8%と発表した。しかし、非公式な推定では20,000%を超えていると見られている。
2007年11月27日、中央統計局長Moffat Nyoniは、これ以上インフレ率を計算することは不可能であると発表した。これは、基本的な物品が入手困難でインフレ率を計算するための情報が不足したためである。国連通貨基金によると、インフレ率は年間100,000%に達するだろうと予測されていた。
2008年2月14日、中央統計局は2007年12月のインフレ率が66,212.3%だったと発表した。また、非公式レートは1米ドル = 710万ジンバブエ・ドルだった。
2008年2月20日、中央統計局は2008年1月のインフレ率が100,580.2%だったと発表した。
2008年4月4日、Financial Gazetteは2008年2月のインフレ率は164,900.3%だったと報じた。
2008年5月17日、Zim Independentは大統領選挙のためにマネーサプライが急上昇したため、2008年3月のインフレ率は355,000%に達したと報じた。
2008年6月26日、非公式ながらインフレ率903万%に達したと報じた。
2008年7月17日、インフレ率220万%に達したと報じた。
2008年8月、6月のインフレ率は1120万%に達したと報じられた。しかし実際のインフレ率は4000万%で、7月のインフレ率は3億%、8月は6億%だろうといわれている。
2008年10月、7月のインフレ率は2億3100万%だったと報じられた。
2008年11月、非公式ながらインフレ率は年率換算で897垓%に達していると報じられた 。
2009年1月、非公式ながら、インフレ率は年率6.5×10108（6,500,000,000,000,000,000,000,000,000,000,000,000,000,000,000,000,000,000,000,000,
000,000,000,000,000,000,000,000,000,000,000,000,000,000,000,00）%であると報じた。この数字は、24.7時間(約1日)ごとに価格が2倍になっている計算である。
2009年3月25日、ジンバブエの中央統計事務所は、2009年2月の物価は前月比-3.1%であり、ドル建ての物価が下落していると発表した。インフレ率を米ドルで推算すると、常にデフレーションしているという見解を示した。

## マネーサプライ
2006年2月16日、政府のジンバブエ準備銀行のギデオン・ゴノ総裁とジンバブエ政府は、国際通貨基金への未払い金を清算するために、20兆5,000億ジンバブエ・ドルを発行し、外貨を買うと発表した。2006年5月の始め、ジンバブエ政府は、さらに60兆ジンバブエ・ドルを発行すると発表した。それに加えて、兵士と警官は300%、その他公務員は200%の昇給を求めていた。
それらの金銭は、その年の予算に組み込まれておらず、ジンバブエ政府は、どこからその金銭を持ってきたのか話さなかった。5月29日、準備銀行当局は IRIN に対し、紙幣を印刷するためのインクや特殊用紙を確保するのに失敗したため、約60兆ジンバブエ・ドル（公式レートで5億9290万米ドル）の発行が少し遅れたと述べた。
2006年8月末、マネーサプライの22%にあたる10兆旧ジンバブエ・ドルが、新通貨への切り替えが行われず、紙屑と化した。
2007年6月27日、準備銀行のゴノ総裁は兵士の給料を900%、その他公務員の給料を600%昇給させるために、さらに1兆ジンバブエ・ドルの発行をするようロバート・ムガベ大統領から命じられた。
2007年7月28日、ムガベ大統領が「政府は地方の事業の資金が足りないなら、いくらでも金を発行するだろう」と話したと報じられた。
2007年8月30日、50万の荷車と80万の牛鍬と牛（頭数不明）を購入するために3兆ジンバブエ・ドルを発行したと発表した。この道具と牛は、2008年の選挙買収に使われるといわれている。
2007年9月3日、ジンバブエの闇市が価格統制にもかかわらず再び勢いを伸ばしていると報告された。以前月11米ドル（200万ジンバブエ・ドル）で雇われていた人々は、闇取引を通して166米ドル（3000万ジンバブエ・ドル）を手に入れているという。
2007年11月24日、マネーサプライが58兆ジンバブエ・ドル（闇レートで4100万USドル）に達したと報告された。しかし、ジンバブエ中央銀行は1兆 - 2兆ジンバブエ・ドルしか現金を保有できなかった。これは、一般に流通する現金が56兆 - 57兆ジンバブエ・ドルに達していたことを示す。
2008年1月4日、マネーサプライは33兆 - 100兆ジンバブエ・ドルに達したと報告された。さらに、20万ドル紙幣の廃止は保留されたためマネーサプライの増加に拍車をかけた。
2008年1月18日の新券（100万・500万・1000万ドル）の発行は、未知の量だがマネーサプライ増加に寄与した。
2008年1月21日ゴノ ジンバブエ銀行総裁が、マネーサプライは12月の中ごろから170兆ジンバブエ・ドルに増加したと発表した。更に、ゴノ総裁は2008年1月28日には800兆ジンバブエ・ドルに達すると予想していた。
2008年3月1日、ドイツの紙幣印刷会社ギーゼッケ アンド デブリエント（以下『G&D』）が週50万ユーロ以上を受け取り、170兆ジンバブエ・ドルを発行しているとサンデータイムスが報じた。
| マネーサプライ (ZWD)          | 45兆    |         |           |         |            |            |           |          |          |
| Date                          | 2006-08 | 2006-09 | 2007-11   | 2007-12 | 2008-01-21 | 2008-01-28 | 2008-03   | 2008-06  | 2008 (-) |
| マネーサプライ（デノミ後ZWD） | 450億   | 350億   | 58兆 67兆 | 100兆   | 170兆      | 800兆      | 2京5000兆 | 90京以上 | -        |

## 硬貨
1980年には、1・5・10・20・50セントと1ドル硬貨が発行されていた。1セント硬貨は青銅製で、その他の硬貨は白銅製だった。1989年、青銅メッキを施した鋼鉄は青銅に置き換わった。2ドル硬貨は1997年に登場した。2001年、10・20・50セントと1ドル硬貨のニッケルメッキの鋼鉄は白銅に変わり、合金の5ドル硬貨が登場した。これらコインは、法定通貨ではあるが余りに額面価格が低すぎて、カジノの賭博用のコインぐらいにしか使えない。
ジンバブエ準備銀行の計画では、新たに5,000ドルと10,000ドル硬貨を2005年6月に流通させるという発表があったものの、発行されなかった。
3番目のドルにおいてジンバブエ準備銀行は、1・10・25ドル硬貨の新規発行、および旧硬貨の10・20・50セントおよび2・5ドルへの価値の変換を発表した。

## 紙幣

### 最初のドル

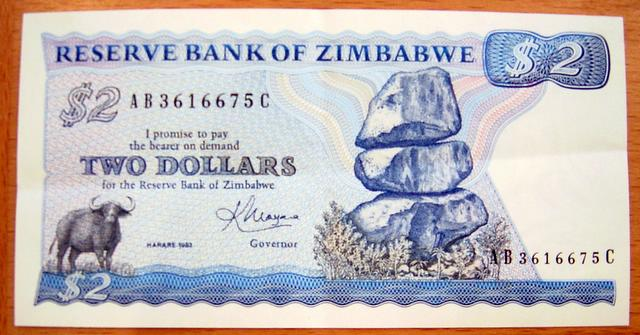
最初に発行された2ドル紙幣（1983年版）

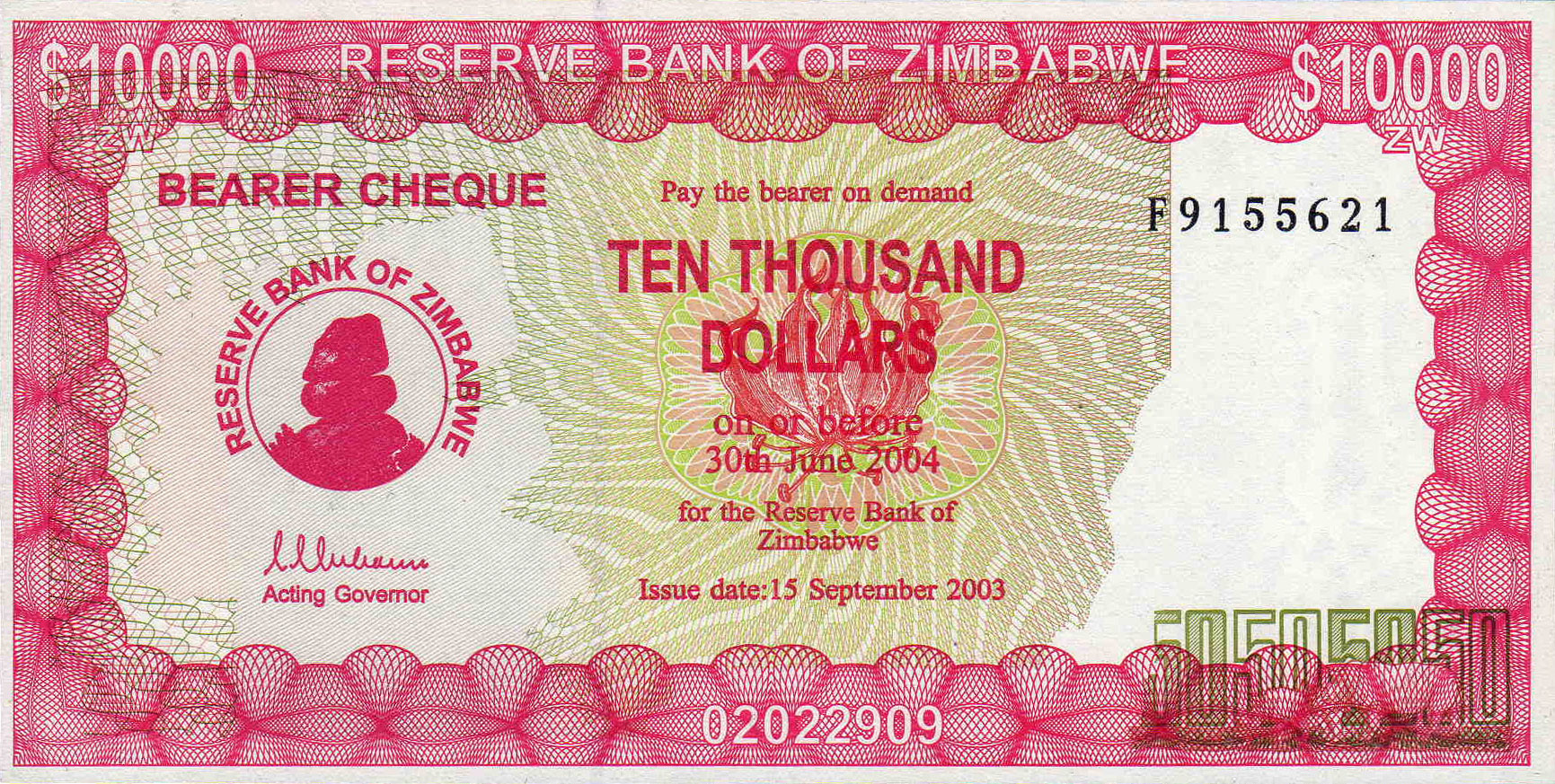
10000ドル持参人払式小切手（2003年版）

1980年、ジンバブエ準備銀行は2・5・10・20ドル紙幣を発行した。また1994年には50ドル、1995年には100ドル、2001年には500ドル、2003年には1000ドル紙幣を発行した。
2003年、インフレーションが激しくなり、準備銀行は1,000・5,000・10,000・20,000・50,000・100,000ドルのトラベラーズチェックを発行した。初めは1,000・5,000・10,000・20,000ドルだけだったが、2006年中に50,000ドルと100,000ドルが追加された。さらに同じ年、これらは後で持参人払式小切手に置き換わった。

### 2番目のドル

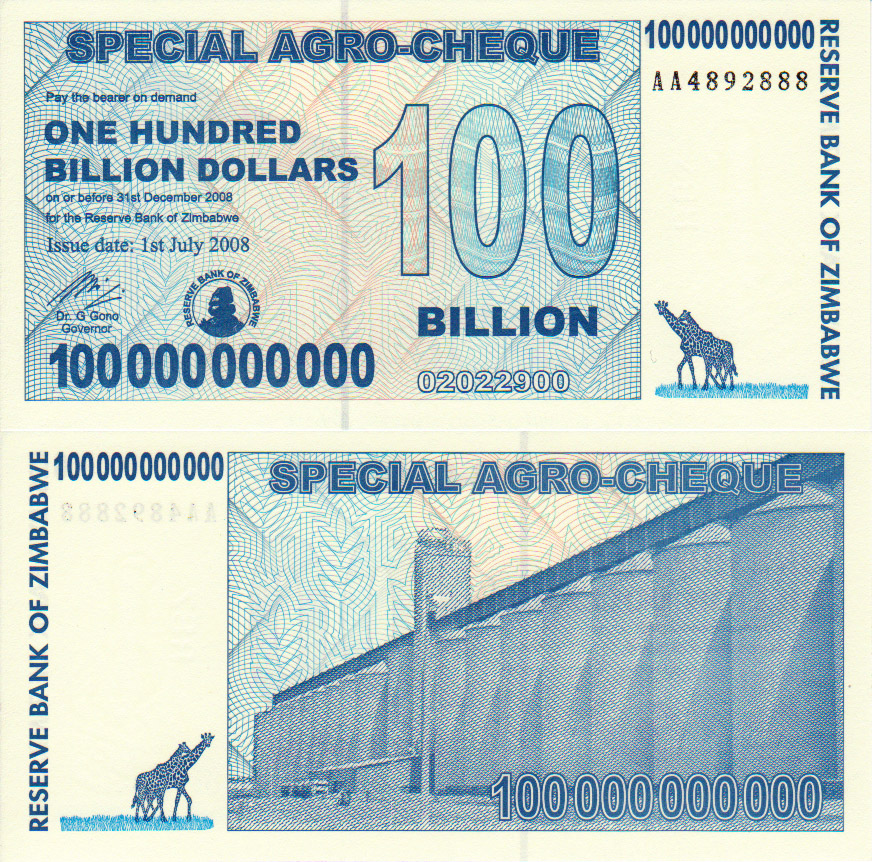
2008年7月発行・1000億ドルの特別アグロ小切手

2006年8月1日、新通貨が登場して、1・5・10・50セント、1・10・20・50・100・1,000・10,000・100,000ドル紙幣（持参人払式小切手）が発行された。また、準備銀行の広告では見かけないが、5ドル紙幣も存在する。5,000ドル（2007年2月1日付）と50,000ドル（2007年3月1日付）の持参人払式小切手は2007年3月に発行された。200,000ドル（2007年8月1日付）は、2007年8月に発行された。さらに2007年12月20日には250,000ドル・500,000ドル・750,000ドル、2008年1月18日には1,000,000ドル・5,000,000ドル・10,000,000ドルが発行された。2008年4月4日、新たに25,000,000ドル・50,000,000ドル紙幣が発行された。さらに、2008年5月5日、100,000,000ドル・250,000,000ドル紙幣が発行され、同月15日には500,000,000ドル紙幣が発行された。なお、5月15日には持参人払式小切手とは別に、5,000,000,000・25,000,000,000・50,000,000,000ドルの特別アグロ小切手 (Special Agro Cheques) が発行された。同年7月19日には1000億ドルの特別アグロ小切手が発行された。

### 3番目のドル

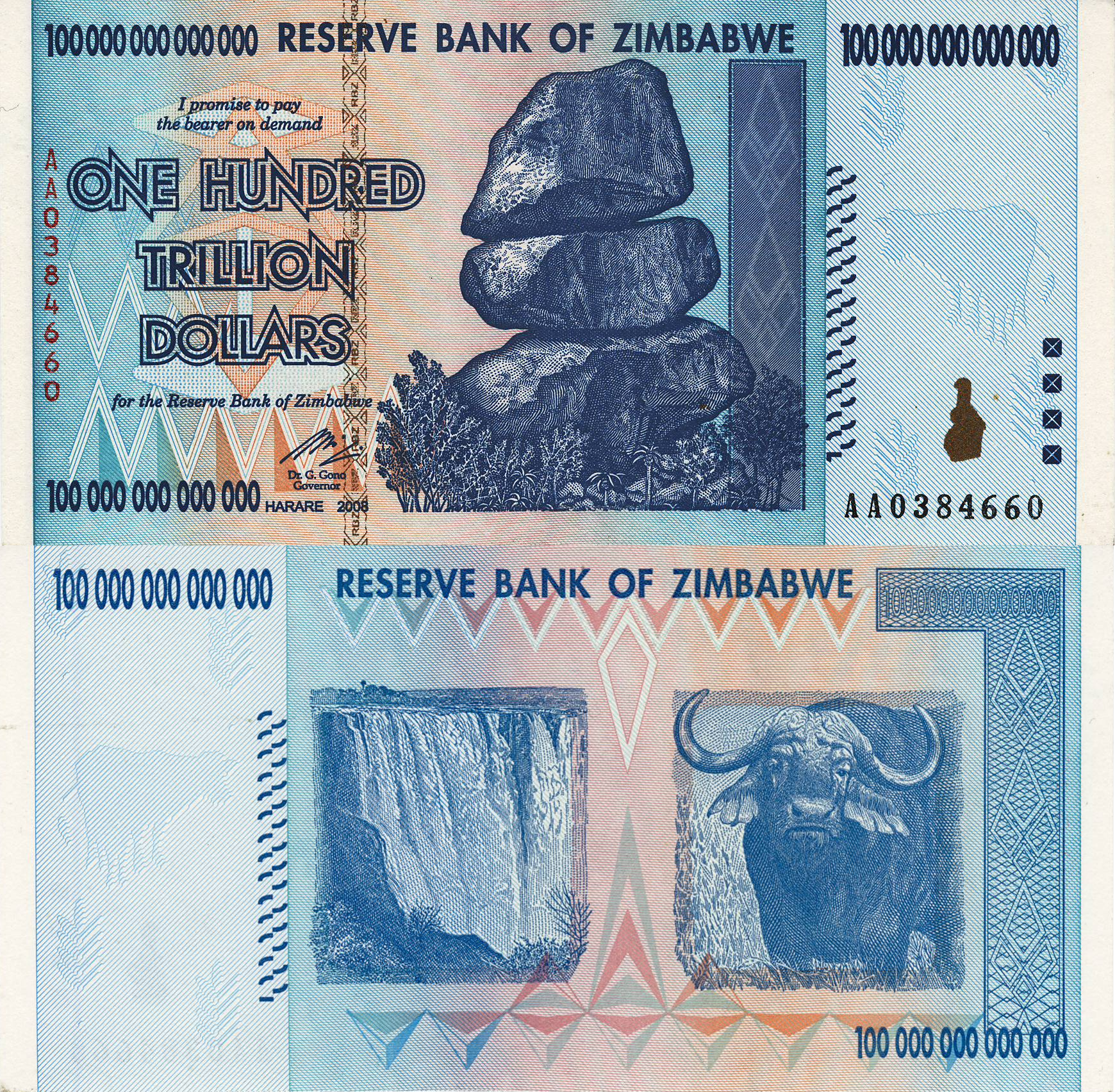
100兆ジンバブエ・ドル紙幣

2008年8月1日、新通貨が登場して、1・5・10・20・100・500ドル紙幣が発行された。表面のデザインは、バランシング・ロックス（重なる3つの岩）が採用されていた。
9月17日には1000ドル紙幣を発行。
9月30日には2万ドル紙幣を発行。
10月14日には5万ドル紙幣が発行。
11月3日に10万・50万・100万 (1million) ジンバブエ・ドルを発行。発行当時のレートは100万ジンバブエ・ドル = 8アメリカドル。
12月3日には1000万 (10million) ・5000万 (50million) ・1億 (100million) ドル紙幣を発行。
12月12日に2億 (200million) ・5億 (500million) ドル紙幣を発行。
12月19日にこの年30 - 32番目の紙幣となる10億 (1billion) ・50億 (5billion) ・100億 (10billion) ドル紙幣を発行。
2009年1月12日に、200億 (20billion) ・500億 (50billion) ドル紙幣を発行。
1月16日に、10兆 (10trillion) ・20兆 (20trillion) ・50兆 (50trillion) ・100兆 (100trillion) ドル紙幣を発行した。

### 4番目のドル
2009年2月2日、12桁のデノミネーションに伴って、1・5・10・20・50・100・500ドル紙幣を発行した。3番目のドルは2009年6月30日を以て無効となった。

## 為替レートの変遷

### 概略
| 第1ZWD / USD | 1                   | 10                    | 100                   | 1,000      | 10,000                | 100,000    | 500,000+        |            |             |             |
| Year         | 2006 (Aug)          | 2006 (Sept)           | 2006 (Dec)            | 2007 (Jan) | 2007 (Feb)            | 2007 (Mar) | 2007 (Apr)      | 2007 (May) | 2007 (June) | 2007 (July) |
| 第2ZWD / USD | 650                 | 1,000                 | 3,000                 | 4,800      | 7,500                 | 26,000     | 35,000          | 50,000     | 40万        | 30万        |
| Year         | 2007 (Aug)          | 2007 (Sep)            | 2007 (Oct)            | 2007 (Nov) | 2007 (Dec)            | 2008 (Jan) | 2008 (Feb)      | 2008 (Mar) | 2008 (Apr)  | 2008(May)   |
| 第2ZWD / USD | 20万                | 60万                  | 100万                 | 150万      | 400万（電） 200万(現) | 600万      | 1600万 - 2000万 | 7000万     | 1億         | 7億7750万   |
| Year         | 2008 (Jun)          | 2008 (July)           |                       |            |                       |            |                 |            |             |             |
| 第2ZWD / USD | 400億               | 7200億                |                       |            |                       |            |                 |            |             |             |
| Year         | 2008 (Aug)          | 2008 (Sept)           | 2008 (Oct)            | 2008 (Nov) | 2008 (Dec)            |            |                 |            |             |             |
| 第3ZWD / USD | 1700 （17兆第2ZWD） | 60万 （6000兆第2ZWD） | 12兆 （1200垓第2ZWD） |            |                       |            |                 |            |             |             |

- 注
  - 1 第2ZWD = 1,000 第1ZWD
  - 1 第3ZWD = 10,000,000,000（100億）第2ZWD
  - （電）は電子決済。（現）は現金。パラレルレートの理由は下記参照[73]

### 詳細

#### 第1のドル
| 日付                       | 公式レート | 非公式レート | 備考 |
| -------------------------- | --- | --- | --- |
| 1978                       | R$0.6788（4月） | n/a | R$ は US$に固定 |
| 1980                       | R$0.68（5月） | n/a | R$ は FFR, DEM, ZAR, CHF, GBP, USD にバスケット |
| 1980                       | R$0.68（5月） | n/a | 4月 - ジンバブエ独立 (1 Z$ = 1 R$) |
| 1982                       | 0.8925 - 0.9140（12月） | - | ZWDは16.5%下落 |
| 1983                       | 0.96135（1月） | 最高3.18（7月) | ZWDは5%下落 非公式レートは激しく動き最高231%下落。 |
| 1983（8月） - 1993（12月） | 0.96135 - 6.82 | | 柔軟なバスケット方式; 二重レート; 流出する支払に20%の課税 |
| 1994                       | 6.82（1月） | 8.36（10月） | 公定レートの変動（7月1日）; 二重レート; ZWD 17%下落。 |
| 1995                       | 8.26（1月） | 8.85（10月） | 公定レート変動; 二重レート; 1998年12月統一 |
| 1996                       | 9.13（1月） | 10.52（10月） | 公定レート変動; 二重レート; 1998年12月統一 |
| 1997                       | 10.50（1月） | 12.00（1月） 25.00（11月） | 公定レート変動; 二重レート; 1998年12月統一 |
| 1998                       | 18.00（1月） | 16.65（6月） 19.00（7月） 23.50 | 公定レート変動; 二重レート; 1998年12月統一 |
| 1999                       | 36.23（1月） | 38.30（9月） | 1999年3月31日、公定レートは1 USD = 38 ZWDに固定。同年12月に再び平行レートが登場する。 |
| 2000                       | 38 - 55 | 56 - 62（7月） 65 - 70（8月） | 8月、公定レートは1 USD = 50 ZWDに固定。このとき51 ZWDから最終的に55 ZWDになった。非公式レートは大幅ZWD安。11月、外国為替取引所閉鎖。                                                                                 |
| 2001                       | 55 | 70（1月） 80（2月） 100（3月） 120（4月） 140（5月） 160（6月） 250（7月） 300（8月） 400（9月） 300（10月） 320（11月） 340（12月） | 6月、公定レートはクローリングペッグ制になった。 |
| 2002                       | 55 | 380（1月） 710（6月） 1400（7月） 1740（10月） 1400（12月） | 外国為替の闇市場が急成長 |
| 2003                       | 55（1月） 824（2月） | 1400（1月） 1450（2月） 2300（5月） 3000（7月） 6000（8月） 6400（10月） 6000（11月） | 2003年2月、公定レートが1 USD = 824 ZWDに変更 |
| 2004                       | 824（1月1日） 4196（1月12日） 5730（12月） | 5500（1月1日） 6000（12月） | 2004年1月、週2回（RBZの監視下）公式レートを決める通貨競売が行われた。 |
| 2005                       | 5,730（1月） 6,200（3月） 9,000（5月） 10,800（7月18日） 17,600（7月25日） 24,500（8月25日） 26,003（9月） 26,003（10月） 60,000（11月） 84,588（12月30日） | 6,400（1月） 14,000（3月） 20,000（5月） 25,000（7月18日） 45,000（7月25日） 45,000（8月25日） 75,000（9月） 80,000 - 100,000（10月） 90,000（11月） 96,000（12月30日） | 8月24日、ZWDは最も価値の低い通貨となった |
| 2005                       | 5,730（1月） 6,200（3月） 9,000（5月） 10,800（7月18日） 17,600（7月25日） 24,500（8月25日） 26,003（9月） 26,003（10月） 60,000（11月） 84,588（12月30日） | 6,400（1月） 14,000（3月） 20,000（5月） 25,000（7月18日） 45,000（7月25日） 45,000（8月25日） 75,000（9月） 80,000 - 100,000（10月） 90,000（11月） 96,000（12月30日） | 2005年11月、準備銀行は通貨の競売を停止して、「市場要因」が為替相場を動かすと発表した。 |
| 2006 (to July 31)          | 85,158（1月3日） 99,202（1月24日） 101,195.54（4月28日） | 100,000（1月6日） 106,050（1月19日） 115,000（1月20日） 125,000 - 150,000（1月25日） 175,000 - 190,000（2月24日） 205,000 - 220,000（3月3日） 220,000 - 230,000（4月13日） 300,000 - 310,000（5月25日） 315,000（6月9日） 340,000 - 350,000（6月16日） 400,000（6月21日） 450,000（7月1日） 520,000（7月9日） 550,000（7月27日） | 経済学者は2006年中頃 1 USD = 250,000 ZWDと見積もり |
| 2006 (to July 31)          | 85,158（1月3日） 99,202（1月24日） 101,195.54（4月28日） | 100,000（1月6日） 106,050（1月19日） 115,000（1月20日） 125,000 - 150,000（1月25日） 175,000 - 190,000（2月24日） 205,000 - 220,000（3月3日） 220,000 - 230,000（4月13日） 300,000 - 310,000（5月25日） 315,000（6月9日） 340,000 - 350,000（6月16日） 400,000（6月21日） 450,000（7月1日） 520,000（7月9日） 550,000（7月27日） | 1月24日 - 準備銀行は取引量に応じて、公定レートの変動を抑える方針に出た。 ZWDの平均からの変動幅を500万ドルまでは0%、500 - 1000万ドルは1%、 1000 - 1500万ドルは1% それ以上は2%。これは効果的に公定レートを固定させた。 |

#### 第2のドル
2006年8月1日、デノミにより通貨が3桁切り捨てられた。
| 年     | 月   | 日   | 公式レート                        | 非公式レート | 非公式レート | 備考 |
| 年     | 月   | 日   | 公式レート                        | キャッシュレート | OMIRによるレート | 備考 |
| ------ | ---- | ---- | --------------------------------- | --- | --- | --- |
| 2006年 | 8月  | 8月  | 250                               | 550（1日） 650（3日） 650 - 700（24日） | 550（1日） 650（3日） 650 - 700（24日） | 8月1日 - 準備銀行はジンバブエ・ドルのデノミを行った。 1,000旧ドル = 1新ドル。 公定レートは1米ドル = 250ジンバブエ・ドルになった（非公式レートは1米ドル = 600ジンバブエ・ドル以上） |
| 2006年 | 9月  | 9月  | 250                               | 700 - 800（8日） 850（14日） 1,500（28日）                                                                                                   | 700 - 800（8日） 850（14日） 1,500（28日）                                                                                                   | |
| 2006年 | 10月 | 10月 | 250                               | 1,500（11日） | 1,500（11日） | |
| 2006年 | 11月 | 11月 | 250                               | 1,700（5日） 2,000（18日） 2,400（29日） | 1,700（5日） 2,000（18日） 2,400（29日） | |
| 2006年 | 12月 | 12月 | 250                               | 3,000（24日） | 3,000（24日） | |
| 2007年 | 1月  | 1月  | 250 （15,000** スペシャルレート） | 3,000（1日） 3,200（11日） 3,500（18日） 4,000（20日） 4,200（22日） 6,000（26日）                                                           | 3,000（1日） 3,200（11日） 3,500（18日） 4,000（20日） 4,200（22日） 6,000（26日）                                                           | ジンバブエ・ドルは3月21日、最も価値の低い通貨になった。 3月は報告されたレートが様々で闇レートは不安定になった。 **1 USD =15,000のスペシャルレートは、 鉱夫、農夫、旅行者、非政府組織、大使館、本国に送金しているジンバブエ人の出稼ぎ労働者、 その他外貨を落としてくれる人々に適用される。 |
| 2007年 | 2月  | 2月  | 250 （15,000** スペシャルレート） | 4,800（2日） 5,000（12日） 6,600（23日） 7,000（26日） 7,500（28日）                                                                         | 4,800（2日） 5,000（12日） 6,600（23日） 7,000（26日） 7,500（28日）                                                                         | ジンバブエ・ドルは3月21日、最も価値の低い通貨になった。 3月は報告されたレートが様々で闇レートは不安定になった。 **1 USD =15,000のスペシャルレートは、 鉱夫、農夫、旅行者、非政府組織、大使館、本国に送金しているジンバブエ人の出稼ぎ労働者、 その他外貨を落としてくれる人々に適用される。 |
| 2007年 | 3月  | 3月  | 250 （15,000** スペシャルレート） | 8,000（1日） 10,000（8日） 11,000（11日） 12,000 - 17,500（16日） 16,000（19日） 20,000（21日） 24,000（22日） 25,000（26日） 26,000（29日） | 8,000（1日） 10,000（8日） 11,000（11日） 12,000 - 17,500（16日） 16,000（19日） 20,000（21日） 24,000（22日） 25,000（26日） 26,000（29日） | ジンバブエ・ドルは3月21日、最も価値の低い通貨になった。 3月は報告されたレートが様々で闇レートは不安定になった。 **1 USD =15,000のスペシャルレートは、 鉱夫、農夫、旅行者、非政府組織、大使館、本国に送金しているジンバブエ人の出稼ぎ労働者、 その他外貨を落としてくれる人々に適用される。 |
| 2007年 | 4月  | 4月  | 250 （15,000** スペシャルレート） | 30,000（1日） 15,000（6日） 20,000（8日） 25,000（11日） 35,000（15日）                                                                      | 30,000（1日） 15,000（6日） 20,000（8日） 25,000（11日） 35,000（15日）                                                                      | ジンバブエ・ドルは3月21日、最も価値の低い通貨になった。 3月は報告されたレートが様々で闇レートは不安定になった。 **1 USD =15,000のスペシャルレートは、 鉱夫、農夫、旅行者、非政府組織、大使館、本国に送金しているジンバブエ人の出稼ぎ労働者、 その他外貨を落としてくれる人々に適用される。 |
| 2007年 | 5月  | 5月  | 250 （15,000** スペシャルレート） | 28,000（10日） 32,000（17日） 38,000（18日） 40,000（22日） 45,000（23日） 50,000（29日)                                                     | 28,000（10日） 32,000（17日） 38,000（18日） 40,000（22日） 45,000（23日） 50,000（29日)                                                     | ジンバブエ・ドルは3月21日、最も価値の低い通貨になった。 3月は報告されたレートが様々で闇レートは不安定になった。 **1 USD =15,000のスペシャルレートは、 鉱夫、農夫、旅行者、非政府組織、大使館、本国に送金しているジンバブエ人の出稼ぎ労働者、 その他外貨を落としてくれる人々に適用される。 |
| 2007年 | 6月  | 6月  | 250 （15,000** スペシャルレート） | 55,000（2日） 60,000（12日） 75,000-100,000（13日） 120,000（15日） 205,000（19日） 300,000（21日） 400,000（22日)                           | 55,000（2日） 60,000（12日） 75,000-100,000（13日） 120,000（15日） 205,000（19日） 300,000（21日） 400,000（22日)                           | ジンバブエ・ドルは3月21日、最も価値の低い通貨になった。 3月は報告されたレートが様々で闇レートは不安定になった。 **1 USD =15,000のスペシャルレートは、 鉱夫、農夫、旅行者、非政府組織、大使館、本国に送金しているジンバブエ人の出稼ぎ労働者、 その他外貨を落としてくれる人々に適用される。 |
| 2007年 | 7月  | 7月  | 250 （15,000** スペシャルレート） | 270,000（5日） 300,000（14日) | 270,000（5日） 300,000（14日) | ジンバブエ・ドルは3月21日、最も価値の低い通貨になった。 3月は報告されたレートが様々で闇レートは不安定になった。 **1 USD =15,000のスペシャルレートは、 鉱夫、農夫、旅行者、非政府組織、大使館、本国に送金しているジンバブエ人の出稼ぎ労働者、 その他外貨を落としてくれる人々に適用される。 |
| 2007年 | 8月  | 8月  | 250 （15,000** スペシャルレート） | 200,000（21日) | 200,000（21日) | ジンバブエ・ドルは3月21日、最も価値の低い通貨になった。 3月は報告されたレートが様々で闇レートは不安定になった。 **1 USD =15,000のスペシャルレートは、 鉱夫、農夫、旅行者、非政府組織、大使館、本国に送金しているジンバブエ人の出稼ぎ労働者、 その他外貨を落としてくれる人々に適用される。 |
| 2007年 | 9月  | 9月  | 30,000                            | 250,000（6日） 280,000（14日） 340,000（17日) 500,000（26日） 600,000（29日)                                                                 | 250,000（6日） 280,000（14日） 340,000（17日) 500,000（26日） 600,000（29日)                                                                 | 9月7日、公定レート30,000へ切り下げ。 |
| 2007年 | 10月 | 10月 | 30,000                            | 750,000（17日） 100万（18日) | 750,000（17日） 100万（18日) | 9月7日、公定レート30,000へ切り下げ。 |
| 2007年 | 11月 | 11月 | 30,000                            | 120万（1日） 140万（24日） 150万（30日) | 120万（1日） 140万（24日） 150万（30日) | 9月7日、公定レート30,000へ切り下げ。 |
| 2007年 | 12月 | 12月 | 30,000                            | 180万（1日） 400万（3日） 註 | 180万（1日） 400万（3日） 註 | 9月7日、公定レート30,000へ切り下げ。 |
| 2008年 | 1月  | 1月  | 30,000                            | 190万（3日） 300万（8日） 600万（25日） | 190万（3日） 300万（8日） 600万（25日） | |
| 2008年 | 2月  | 2月  | 30,000                            | 750万（12日） 1600万 - 2000万（20日) | 750万（12日） 1600万 - 2000万（20日) | |
| 2008年 | 3月  | 3月  | 30,000                            | 2400万（1日） 2500万（5日） 4600万（11日） 7000万（19日)                                                                                     | 2400万（1日） 2500万（5日） 4600万（11日） 7000万（19日)                                                                                     | |
| 2008年 | 4月  | 4月  | 30,000                            | 8000万（17日） 8500万（24日） 1億（26日） | 8000万（17日） 8500万（24日） 1億（26日） | |
| 2008年 | 5月  | 1日  | 30,000（1日 - 4日）               | 1億9000万 | | |
| 2008年 | 5月  | 5日  | 168,815,333.33                    | | | 5月5日公定レート変更。以降変動相場制へ。 公式レートの出典: キャッシュレートの出典（注釈がない場合）： OMIRによるレートの出典（注釈がない場合）： |
| 2008年 | 5月  | 6日  | 187,073,022.88                    | 2億 | | 5月5日公定レート変更。以降変動相場制へ。 公式レートの出典: キャッシュレートの出典（注釈がない場合）： OMIRによるレートの出典（注釈がない場合）： |
| 2008年 | 5月  | 7日  | 190,429,449.18                    | | | 5月5日公定レート変更。以降変動相場制へ。 公式レートの出典: キャッシュレートの出典（注釈がない場合）： OMIRによるレートの出典（注釈がない場合）： |
| 2008年 | 5月  | 8日  | 204,565,727.39                    | | | 5月5日公定レート変更。以降変動相場制へ。 公式レートの出典: キャッシュレートの出典（注釈がない場合）： OMIRによるレートの出典（注釈がない場合）： |
| 2008年 | 5月  | 9日  | 210,389,632.00                    | | | 5月5日公定レート変更。以降変動相場制へ。 公式レートの出典: キャッシュレートの出典（注釈がない場合）： OMIRによるレートの出典（注釈がない場合）： |
| 2008年 | 5月  | 12日 | 216,528,794.21                    | | | 5月5日公定レート変更。以降変動相場制へ。 公式レートの出典: キャッシュレートの出典（注釈がない場合）： OMIRによるレートの出典（注釈がない場合）： |
| 2008年 | 5月  | 13日 | 224,832,332.83                    | | | 5月5日公定レート変更。以降変動相場制へ。 公式レートの出典: キャッシュレートの出典（注釈がない場合）： OMIRによるレートの出典（注釈がない場合）： |
| 2008年 | 5月  | 14日 | 236,706,849.48                    | 2億5000万 | | 5月5日公定レート変更。以降変動相場制へ。 公式レートの出典: キャッシュレートの出典（注釈がない場合）： OMIRによるレートの出典（注釈がない場合）： |
| 2008年 | 5月  | 15日 | 246,433,371.43                    | | | 5月5日公定レート変更。以降変動相場制へ。 公式レートの出典: キャッシュレートの出典（注釈がない場合）： OMIRによるレートの出典（注釈がない場合）： |
| 2008年 | 5月  | 16日 | 255,771,415.67                    | 3億1500万 | | 5月5日公定レート変更。以降変動相場制へ。 公式レートの出典: キャッシュレートの出典（注釈がない場合）： OMIRによるレートの出典（注釈がない場合）： |
| 2008年 | 5月  | 19日 | 275,335,294.12                    | | | 5月5日公定レート変更。以降変動相場制へ。 公式レートの出典: キャッシュレートの出典（注釈がない場合）： OMIRによるレートの出典（注釈がない場合）： |
| 2008年 | 5月  | 20日 | 303,753,731.48                    | | | 5月5日公定レート変更。以降変動相場制へ。 公式レートの出典: キャッシュレートの出典（注釈がない場合）： OMIRによるレートの出典（注釈がない場合）： |
| 2008年 | 5月  | 21日 | 337,341,911.76                    | | | 5月5日公定レート変更。以降変動相場制へ。 公式レートの出典: キャッシュレートの出典（注釈がない場合）： OMIRによるレートの出典（注釈がない場合）： |
| 2008年 | 5月  | 22日 | 369,632,426.29                    | 4億4900万 | | 5月5日公定レート変更。以降変動相場制へ。 公式レートの出典: キャッシュレートの出典（注釈がない場合）： OMIRによるレートの出典（注釈がない場合）： |
| 2008年 | 5月  | 23日 | 405,870,411.18                    | | | 5月5日公定レート変更。以降変動相場制へ。 公式レートの出典: キャッシュレートの出典（注釈がない場合）： OMIRによるレートの出典（注釈がない場合）： |
| 2008年 | 5月  | 27日 | 434,449,294.12                    | | | 5月5日公定レート変更。以降変動相場制へ。 公式レートの出典: キャッシュレートの出典（注釈がない場合）： OMIRによるレートの出典（注釈がない場合）： |
| 2008年 | 5月  | 28日 | 486,485,294.12                    | 5億8000万 | | 5月5日公定レート変更。以降変動相場制へ。 公式レートの出典: キャッシュレートの出典（注釈がない場合）： OMIRによるレートの出典（注釈がない場合）： |
| 2008年 | 5月  | 29日 | 529,336,764.71                    | 7億0300万 | | 5月5日公定レート変更。以降変動相場制へ。 公式レートの出典: キャッシュレートの出典（注釈がない場合）： OMIRによるレートの出典（注釈がない場合）： |
| 2008年 | 5月  | 30日 | 580,678,132.35                    | 7億7750万 | | 5月5日公定レート変更。以降変動相場制へ。 公式レートの出典: キャッシュレートの出典（注釈がない場合）： OMIRによるレートの出典（注釈がない場合）： |
| 2008年 | 6月  | 1日  |                                   | 9億7150万 | | 5月5日公定レート変更。以降変動相場制へ。 公式レートの出典: キャッシュレートの出典（注釈がない場合）： OMIRによるレートの出典（注釈がない場合）： |
| 2008年 | 6月  | 2日  | 647,863,191.18                    | | 967,480,942 | 5月5日公定レート変更。以降変動相場制へ。 公式レートの出典: キャッシュレートの出典（注釈がない場合）： OMIRによるレートの出典（注釈がない場合）： |
| 2008年 | 6月  | 3日  | 718,489,852.94                    | 11億2300万 | 1,746,899,809 | 5月5日公定レート変更。以降変動相場制へ。 公式レートの出典: キャッシュレートの出典（注釈がない場合）： OMIRによるレートの出典（注釈がない場合）： |
| 2008年 | 6月  | 4日  | 843,884,558.82                    | 12億2150万 | 3,047,030,834 | 5月5日公定レート変更。以降変動相場制へ。 公式レートの出典: キャッシュレートの出典（注釈がない場合）： OMIRによるレートの出典（注釈がない場合）： |
| 2008年 | 6月  | 5日  | 969,647,058.82                    | 19億6450万 | | 5月5日公定レート変更。以降変動相場制へ。 公式レートの出典: キャッシュレートの出典（注釈がない場合）： OMIRによるレートの出典（注釈がない場合）： |
| 2008年 | 6月  | 6日  | 1,105,887,222.22                  | 21億5900万 | | 5月5日公定レート変更。以降変動相場制へ。 公式レートの出典: キャッシュレートの出典（注釈がない場合）： OMIRによるレートの出典（注釈がない場合）： |
| 2008年 | 6月  | 7日  |                                   | 26億0100万 | | 5月5日公定レート変更。以降変動相場制へ。 公式レートの出典: キャッシュレートの出典（注釈がない場合）： OMIRによるレートの出典（注釈がない場合）： |
| 2008年 | 6月  | 9日  | 1,365,130,333.33                  | 30億2200万 | | 5月5日公定レート変更。以降変動相場制へ。 公式レートの出典: キャッシュレートの出典（注釈がない場合）： OMIRによるレートの出典（注釈がない場合）： |
| 2008年 | 6月  | 10日 | 1,679,946,944.44                  | 43億7300万 | | 5月5日公定レート変更。以降変動相場制へ。 公式レートの出典: キャッシュレートの出典（注釈がない場合）： OMIRによるレートの出典（注釈がない場合）： |
| 2008年 | 6月  | 11日 | 2,150,078,888.89                  | 49億1200万 | | 5月5日公定レート変更。以降変動相場制へ。 公式レートの出典: キャッシュレートの出典（注釈がない場合）： OMIRによるレートの出典（注釈がない場合）： |
| 2008年 | 6月  | 12日 | 2,904,111,111.11                  | 51億3100万 | | 5月5日公定レート変更。以降変動相場制へ。 公式レートの出典: キャッシュレートの出典（注釈がない場合）： OMIRによるレートの出典（注釈がない場合）： |
| 2008年 | 6月  | 13日 | 3,524,550,000.00                  | 61億6450万 | | 5月5日公定レート変更。以降変動相場制へ。 公式レートの出典: キャッシュレートの出典（注釈がない場合）： OMIRによるレートの出典（注釈がない場合）： |
| 2008年 | 6月  | 16日 | 4,276,736,111.11                  | 72億6300万 | | 5月5日公定レート変更。以降変動相場制へ。 公式レートの出典: キャッシュレートの出典（注釈がない場合）： OMIRによるレートの出典（注釈がない場合）： |
| 2008年 | 6月  | 17日 | 4,952,500,000.00                  | 92億8850万 | | 5月5日公定レート変更。以降変動相場制へ。 公式レートの出典: キャッシュレートの出典（注釈がない場合）： OMIRによるレートの出典（注釈がない場合）： |
| 2008年 | 6月  | 18日 | 5,817,192,485.76                  | 139億9900万 | | 5月5日公定レート変更。以降変動相場制へ。 公式レートの出典: キャッシュレートの出典（注釈がない場合）： OMIRによるレートの出典（注釈がない場合）： |
| 2008年 | 6月  | 19日 |                                   | 171億6900万 | 16,044,776,323 | 5月5日公定レート変更。以降変動相場制へ。 公式レートの出典: キャッシュレートの出典（注釈がない場合）： OMIRによるレートの出典（注釈がない場合）： |
| 2008年 | 6月  | 20日 | 7,437,184,423.78                  | | 17,039,490,724 | 5月5日公定レート変更。以降変動相場制へ。 公式レートの出典: キャッシュレートの出典（注釈がない場合）： OMIRによるレートの出典（注釈がない場合）： |
| 2008年 | 6月  | 21日 |                                   | 194億5600万 | | 5月5日公定レート変更。以降変動相場制へ。 公式レートの出典: キャッシュレートの出典（注釈がない場合）： OMIRによるレートの出典（注釈がない場合）： |
| 2008年 | 6月  | 23日 | 8,260,031,632.83                  | 218億8800万 | 34,910,587,875 | 5月5日公定レート変更。以降変動相場制へ。 公式レートの出典: キャッシュレートの出典（注釈がない場合）： OMIRによるレートの出典（注釈がない場合）： |
| 2008年 | 6月  | 24日 | 9,005,149,886.88                  | 220億3100万 | 78,479,941,887 | 5月5日公定レート変更。以降変動相場制へ。 公式レートの出典: キャッシュレートの出典（注釈がない場合）： OMIRによるレートの出典（注釈がない場合）： |
| 2008年 | 6月  | 25日 | 9,801,839,921.51                  | | 62,024,868,786 | 5月5日公定レート変更。以降変動相場制へ。 公式レートの出典: キャッシュレートの出典（注釈がない場合）： OMIRによるレートの出典（注釈がない場合）： |
| 2008年 | 6月  | 26日 | 10,594,701,303.45                 | 317億2050万 | 64,575,990,281 | 5月5日公定レート変更。以降変動相場制へ。 公式レートの出典: キャッシュレートの出典（注釈がない場合）： OMIRによるレートの出典（注釈がない場合）： |
| 2008年 | 6月  | 30日 | 11,378,472,550.24                 | 409億2800万 | 164,312,344,622 | 5月5日公定レート変更。以降変動相場制へ。 公式レートの出典: キャッシュレートの出典（注釈がない場合）： OMIRによるレートの出典（注釈がない場合）： |
| 2008年 | 7月  | 1日  | 12,226,034,516.65                 | | | 5月5日公定レート変更。以降変動相場制へ。 公式レートの出典: キャッシュレートの出典（注釈がない場合）： OMIRによるレートの出典（注釈がない場合）： |
| 2008年 | 7月  | 2日  | 13,350,764,705.88                 | 530億4950万 | 129,140,850,245 | 5月5日公定レート変更。以降変動相場制へ。 公式レートの出典: キャッシュレートの出典（注釈がない場合）： OMIRによるレートの出典（注釈がない場合）： |
| 2008年 | 7月  | 3日  | 14,345,060,331.82                 | | | 5月5日公定レート変更。以降変動相場制へ。 公式レートの出典: キャッシュレートの出典（注釈がない場合）： OMIRによるレートの出典（注釈がない場合）： |
| 2008年 | 7月  | 4日  | 15,183,703,996.98                 | | | 5月5日公定レート変更。以降変動相場制へ。 公式レートの出典: キャッシュレートの出典（注釈がない場合）： OMIRによるレートの出典（注釈がない場合）： |
| 2008年 | 7月  | 7日  | 16,204,996,229.26                 | | | 5月5日公定レート変更。以降変動相場制へ。 公式レートの出典: キャッシュレートの出典（注釈がない場合）： OMIRによるレートの出典（注釈がない場合）： |
| 2008年 | 7月  | 8日  | 17,066,529,677.98                 | | | 5月5日公定レート変更。以降変動相場制へ。 公式レートの出典: キャッシュレートの出典（注釈がない場合）： OMIRによるレートの出典（注釈がない場合）： |
| 2008年 | 7月  | 9日  | 17,883,023,378.58                 | | | 5月5日公定レート変更。以降変動相場制へ。 公式レートの出典: キャッシュレートの出典（注釈がない場合）： OMIRによるレートの出典（注釈がない場合）： |
| 2008年 | 7月  | 10日 | 18,681,527,512.36                 | | | 5月5日公定レート変更。以降変動相場制へ。 公式レートの出典: キャッシュレートの出典（注釈がない場合）： OMIRによるレートの出典（注釈がない場合）： |
| 2008年 | 7月  | 11日 | 19,489,294,117.65                 | | | 5月5日公定レート変更。以降変動相場制へ。 公式レートの出典: キャッシュレートの出典（注釈がない場合）： OMIRによるレートの出典（注釈がない場合）： |
| 2008年 | 7月  | 14日 | 20,170,317,159.13                 | 1930億1450万 | 194,840,848,150 | 5月5日公定レート変更。以降変動相場制へ。 公式レートの出典: キャッシュレートの出典（注釈がない場合）： OMIRによるレートの出典（注釈がない場合）： |
| 2008年 | 7月  | 15日 | 21,460,313,914.03                 | | | 5月5日公定レート変更。以降変動相場制へ。 公式レートの出典: キャッシュレートの出典（注釈がない場合）： OMIRによるレートの出典（注釈がない場合）： |
| 2008年 | 7月  | 16日 | 23,356,231,572.65                 | | 241,421,049,361 | 5月5日公定レート変更。以降変動相場制へ。 公式レートの出典: キャッシュレートの出典（注釈がない場合）： OMIRによるレートの出典（注釈がない場合）： |
| 2008年 | 7月  | 17日 | 25,389,017,580.37                 | 3120億7800万 | | 5月5日公定レート変更。以降変動相場制へ。 公式レートの出典: キャッシュレートの出典（注釈がない場合）： OMIRによるレートの出典（注釈がない場合）： |
| 2008年 | 7月  | 18日 | 27,164,677,690.87                 | 3593億1900万 | 404,332,849,598 | 5月5日公定レート変更。以降変動相場制へ。 公式レートの出典: キャッシュレートの出典（注釈がない場合）： OMIRによるレートの出典（注釈がない場合）： |
| 2008年 | 7月  | 21日 | 30,201,803,133.32                 | 5764億3250万 | 502,683,475,196 | 5月5日公定レート変更。以降変動相場制へ。 公式レートの出典: キャッシュレートの出典（注釈がない場合）： OMIRによるレートの出典（注釈がない場合）： |
| 2008年 | 7月  | 22日 | 34,749,797,812.59                 | | 687,860,375,011 | 5月5日公定レート変更。以降変動相場制へ。 公式レートの出典: キャッシュレートの出典（注釈がない場合）： OMIRによるレートの出典（注釈がない場合）： |
| 2008年 | 7月  | 23日 | 39,129,724,504.88                 | | | 5月5日公定レート変更。以降変動相場制へ。 公式レートの出典: キャッシュレートの出典（注釈がない場合）： OMIRによるレートの出典（注釈がない場合）： |
| 2008年 | 7月  | 24日 | 43,319,583,395.92                 | | | 5月5日公定レート変更。以降変動相場制へ。 公式レートの出典: キャッシュレートの出典（注釈がない場合）： OMIRによるレートの出典（注釈がない場合）： |
| 2008年 | 7月  | 25日 | 48,679,445,871.90                 | | | 5月5日公定レート変更。以降変動相場制へ。 公式レートの出典: キャッシュレートの出典（注釈がない場合）： OMIRによるレートの出典（注釈がない場合）： |
| 2008年 | 7月  | 26日 |                                   | 7243億4600万 | | 5月5日公定レート変更。以降変動相場制へ。 公式レートの出典: キャッシュレートの出典（注釈がない場合）： OMIRによるレートの出典（注釈がない場合）： |
| 2008年 | 7月  | 28日 | 54,036,639,077.74                 | | | 5月5日公定レート変更。以降変動相場制へ。 公式レートの出典: キャッシュレートの出典（注釈がない場合）： OMIRによるレートの出典（注釈がない場合）： |
| 2008年 | 7月  | 29日 | 58,886,562,526.04                 | | | 5月5日公定レート変更。以降変動相場制へ。 公式レートの出典: キャッシュレートの出典（注釈がない場合）： OMIRによるレートの出典（注釈がない場合）： |
| 2008年 | 7月  | 30日 | 63,761,761,010.94                 | | | 5月5日公定レート変更。以降変動相場制へ。 公式レートの出典: キャッシュレートの出典（注釈がない場合）： OMIRによるレートの出典（注釈がない場合）： |
| 2008年 | 7月  | 31日 | 69,484,070,056.18                 | | | 5月5日公定レート変更。以降変動相場制へ。 公式レートの出典: キャッシュレートの出典（注釈がない場合）： OMIRによるレートの出典（注釈がない場合）： |

#### 第3のドル
2008年8月1日、デノミにより通貨が10桁切り捨てられた。
| 年     | 月   | 日   | 公式レート        | 非公式レート        | 非公式レート            | 備考 |
| 年     | 月   | 日   | 公式レート        | キャッシュレート    | OMIRによるレート        | 備考 |
| ------ | ---- | ---- | ----------------- | ------------------- | ----------------------- | --- |
| 2008   | 8月  | 1日  | 7.58              | 38                  | 49.23                   | 8月1日 - 準備銀行はジンバブエ・ドルのデノミを行った。 10,000,000,000（100億）旧ZWD = 1新ZWD。                                                                                    |
| 2008   | 8月  | 4日  | 8.11              |                     | 38.35                   | 8月1日 - 準備銀行はジンバブエ・ドルのデノミを行った。 10,000,000,000（100億）旧ZWD = 1新ZWD。                                                                                    |
| 2008   | 8月  | 5日  | 8.94              | 39                  | 34.36                   | 8月1日 - 準備銀行はジンバブエ・ドルのデノミを行った。 10,000,000,000（100億）旧ZWD = 1新ZWD。                                                                                    |
| 2008   | 8月  | 6日  |                   |                     | 39.41                   | 8月1日 - 準備銀行はジンバブエ・ドルのデノミを行った。 10,000,000,000（100億）旧ZWD = 1新ZWD。                                                                                    |
| 2008   | 8月  | 7日  |                   |                     | 64.19                   | 8月1日 - 準備銀行はジンバブエ・ドルのデノミを行った。 10,000,000,000（100億）旧ZWD = 1新ZWD。                                                                                    |
| 2008   | 8月  | 8日  |                   |                     | 48.13                   | 8月1日 - 準備銀行はジンバブエ・ドルのデノミを行った。 10,000,000,000（100億）旧ZWD = 1新ZWD。                                                                                    |
| 2008   | 8月  | 13日 | 13.19             |                     |                         | 8月1日 - 準備銀行はジンバブエ・ドルのデノミを行った。 10,000,000,000（100億）旧ZWD = 1新ZWD。                                                                                    |
| 2008   | 8月  | 14日 | 14.52             |                     | 138.46                  | 8月1日 - 準備銀行はジンバブエ・ドルのデノミを行った。 10,000,000,000（100億）旧ZWD = 1新ZWD。                                                                                    |
| 2008   | 8月  | 15日 | 15.80             | 61                  | 121.43                  | 8月1日 - 準備銀行はジンバブエ・ドルのデノミを行った。 10,000,000,000（100億）旧ZWD = 1新ZWD。                                                                                    |
| 2008   | 8月  | 18日 | 17.49             |                     | 168.84                  | 8月1日 - 準備銀行はジンバブエ・ドルのデノミを行った。 10,000,000,000（100億）旧ZWD = 1新ZWD。                                                                                    |
| 2008   | 8月  | 19日 | 18.84             | 204                 | 161.24                  | 8月1日 - 準備銀行はジンバブエ・ドルのデノミを行った。 10,000,000,000（100億）旧ZWD = 1新ZWD。                                                                                    |
| 2008   | 8月  | 20日 | 20.08             |                     | 185.33                  | 8月1日 - 準備銀行はジンバブエ・ドルのデノミを行った。 10,000,000,000（100億）旧ZWD = 1新ZWD。                                                                                    |
| 2008   | 8月  | 21日 | 21.55             |                     | 297.21                  | 8月1日 - 準備銀行はジンバブエ・ドルのデノミを行った。 10,000,000,000（100億）旧ZWD = 1新ZWD。                                                                                    |
| 2008   | 8月  | 22日 | 23.29             |                     | 393.30                  | 8月1日 - 準備銀行はジンバブエ・ドルのデノミを行った。 10,000,000,000（100億）旧ZWD = 1新ZWD。                                                                                    |
| 2008   | 8月  | 25日 | 25.34             |                     | 992.02                  | 8月1日 - 準備銀行はジンバブエ・ドルのデノミを行った。 10,000,000,000（100億）旧ZWD = 1新ZWD。                                                                                    |
| 2008   | 8月  | 26日 | 27.66             | 462                 | 749.47                  | 8月1日 - 準備銀行はジンバブエ・ドルのデノミを行った。 10,000,000,000（100億）旧ZWD = 1新ZWD。                                                                                    |
| 2008   | 8月  | 27日 | 29.91             | 672                 | 868.71                  | 8月1日 - 準備銀行はジンバブエ・ドルのデノミを行った。 10,000,000,000（100億）旧ZWD = 1新ZWD。                                                                                    |
| 2008   | 8月  | 28日 | 31.10             |                     | 1,330.10                | 8月1日 - 準備銀行はジンバブエ・ドルのデノミを行った。 10,000,000,000（100億）旧ZWD = 1新ZWD。                                                                                    |
| 2008   | 8月  | 29日 |                   | 1,352               |                         | 8月1日 - 準備銀行はジンバブエ・ドルのデノミを行った。 10,000,000,000（100億）旧ZWD = 1新ZWD。                                                                                    |
| 2008   | 9月  | 1日  | 37.15             | 1,999               | 3,362.11                | |
| 2008   | 9月  | 4日  |                   | 4,493               | 5,085.06                | |
| 2008   | 9月  | 5日  | 48.79             | 4,800               | 11,814.65               | |
| 2008   | 9月  | 8日  | 52.71             |                     |                         | |
| 2008   | 9月  | 9日  | 58.10             |                     |                         | |
| 2008   | 9月  | 10日 | 62.47             |                     | 14,936.19               | |
| 2008   | 9月  | 11日 | 67.52             | 18,750              | 25,383.96               | |
| 2008   | 9月  | 12日 | 71.40             |                     | 19,787.90               | |
| 2008   | 9月  | 15日 | 77.69             | 31,515              | 18,888.01               | |
| 2008   | 9月  | 16日 | 83.57             |                     |                         | |
| 2008   | 9月  | 17日 | 88.70             |                     | 22,832.27               | |
| 2008   | 9月  | 18日 | 92.97             |                     | 34,605.60               | |
| 2008   | 9月  | 19日 | 96.43             |                     | 37,997.15               | |
| 2008   | 9月  | 22日 | 103.60            |                     | 79,816.45               | |
| 2008   | 9月  | 23日 | 105.43            |                     | 131,237.14              | |
| 2008   | 9月  | 24日 | 109.48            | 131,500             | 270,794.07              | |
| 2008   | 9月  | 25日 | 114.61            |                     |                         | |
| 2008   | 9月  | 26日 | 118.76            | 255,500             |                         | |
| 2008   | 9月  | 29日 | 125.75            |                     | 557,362.26              | |
| 2008   | 9月  | 30日 | 132.25            | 521,000             | 592,415.96              | |
| 2008   | 10月 | 1日  | 138.14            |                     | 1,418,021.35            | 為替闇取引を止めるため、 準備銀行による命令で銀行間電子取引が一時停止された。 |
| 2008   | 10月 | 2日  | 145.62            |                     |                         | 為替闇取引を止めるため、 準備銀行による命令で銀行間電子取引が一時停止された。 |
| 2008   | 10月 | 3日  | 153.10            |                     |                         | 為替闇取引を止めるため、 準備銀行による命令で銀行間電子取引が一時停止された。 |
| 2008   | 10月 | 6日  | 160.46            |                     | 1,715,117.70            | 為替闇取引を止めるため、 準備銀行による命令で銀行間電子取引が一時停止された。 |
| 2008   | 10月 | 7日  | 167.68            |                     | 2,305,439.89            | 為替闇取引を止めるため、 準備銀行による命令で銀行間電子取引が一時停止された。 |
| 2008   | 10月 | 8日  | 176.33            |                     | 2,045,021.39            | 為替闇取引を止めるため、 準備銀行による命令で銀行間電子取引が一時停止された。 |
| 2008   | 10月 | 9日  | 183.19            |                     | 3,161,380.57            | 為替闇取引を止めるため、 準備銀行による命令で銀行間電子取引が一時停止された。 |
| 2008   | 10月 | 10日 | 183.19            |                     | 4,183,564.08            | 為替闇取引を止めるため、 準備銀行による命令で銀行間電子取引が一時停止された。 |
| 2008   | 10月 | 13日 | 198.93            |                     | 7,667,425.91            | 為替闇取引を止めるため、 準備銀行による命令で銀行間電子取引が一時停止された。 |
| 2008   | 10月 | 14日 | 208.65            |                     | 10,706,801.88           | 為替闇取引を止めるため、 準備銀行による命令で銀行間電子取引が一時停止された。 |
| 2008   | 10月 | 15日 | 217.72            |                     | 20,129,926.60           | 為替闇取引を止めるため、 準備銀行による命令で銀行間電子取引が一時停止された。 |
| 2008   | 10月 | 16日 | 229.90            |                     | 66,418,944.44           | 為替闇取引を止めるため、 準備銀行による命令で銀行間電子取引が一時停止された。 |
| 2008   | 10月 | 17日 | 244.05            |                     | 121,013,052.12          | 為替闇取引を止めるため、 準備銀行による命令で銀行間電子取引が一時停止された。 |
| 2008   | 10月 | 20日 | 266.40            |                     | 333,500,824.86          | 為替闇取引を止めるため、 準備銀行による命令で銀行間電子取引が一時停止された。 |
| 2008   | 10月 | 21日 | 290.12            |                     | 1,220,071,642.61        | 為替闇取引を止めるため、 準備銀行による命令で銀行間電子取引が一時停止された。 |
| 2008   | 10月 | 22日 | 316.56            |                     | 3,178,696,865.25        | 為替闇取引を止めるため、 準備銀行による命令で銀行間電子取引が一時停止された。 |
| 2008   | 10月 | 23日 | 345.18            |                     | 26,867,910,901.71       | 為替闇取引を止めるため、 準備銀行による命令で銀行間電子取引が一時停止された。 |
| 2008   | 10月 | 24日 |                   |                     | 98,339,944,470.24       | 為替闇取引を止めるため、 準備銀行による命令で銀行間電子取引が一時停止された。 |
| 2008   | 10月 | 27日 |                   |                     | 70,547,871,951.66       | 為替闇取引を止めるため、 準備銀行による命令で銀行間電子取引が一時停止された。 |
| 2008   | 10月 | 28日 |                   |                     | 250,783,986,568.30      | 為替闇取引を止めるため、 準備銀行による命令で銀行間電子取引が一時停止された。 |
| 2008   | 10月 | 29日 | 507.24            |                     | 916,918,295,244.55      | 為替闇取引を止めるため、 準備銀行による命令で銀行間電子取引が一時停止された。 |
| 2008   | 10月 | 30日 | 619.52            |                     | 3,949,870,500,674.00    | 為替闇取引を止めるため、 準備銀行による命令で銀行間電子取引が一時停止された。 |
| 2008   | 10月 | 31日 |                   |                     | 11,851,630,480,952.00   | 為替闇取引を止めるため、 準備銀行による命令で銀行間電子取引が一時停止された。 |
| 2008   | 11月 | 3日  | 769.68            |                     | 35,179,473,949,600      | 11月13日 - 準備銀行は一時停止していた銀行間電子取引を復帰させた。 11月20日 - 準備銀行はジンバブエ証券取引所に詐欺的な小切手取引をした口座を、 凍結。以後OMIRは算出されずに停止。 |
| 2008   | 11月 | 4日  | 851.74            | 100,000             | 216,162,327,532,185     | 11月13日 - 準備銀行は一時停止していた銀行間電子取引を復帰させた。 11月20日 - 準備銀行はジンバブエ証券取引所に詐欺的な小切手取引をした口座を、 凍結。以後OMIRは算出されずに停止。 |
| 2008   | 11月 | 5日  | 922.96            |                     | 225,497,447,368,896     | 11月13日 - 準備銀行は一時停止していた銀行間電子取引を復帰させた。 11月20日 - 準備銀行はジンバブエ証券取引所に詐欺的な小切手取引をした口座を、 凍結。以後OMIRは算出されずに停止。 |
| 2008   | 11月 | 6日  | 1,024.63          |                     | 134,838,399,549,100     | 11月13日 - 準備銀行は一時停止していた銀行間電子取引を復帰させた。 11月20日 - 準備銀行はジンバブエ証券取引所に詐欺的な小切手取引をした口座を、 凍結。以後OMIRは算出されずに停止。 |
| 2008   | 11月 | 7日  | 2,850.37          |                     | 663,325,716,143,026     | 11月13日 - 準備銀行は一時停止していた銀行間電子取引を復帰させた。 11月20日 - 準備銀行はジンバブエ証券取引所に詐欺的な小切手取引をした口座を、 凍結。以後OMIRは算出されずに停止。 |
| 2008   | 11月 | 10日 | 4,651.33          |                     | 22,410,101,039,302,100  | 11月13日 - 準備銀行は一時停止していた銀行間電子取引を復帰させた。 11月20日 - 準備銀行はジンバブエ証券取引所に詐欺的な小切手取引をした口座を、 凍結。以後OMIRは算出されずに停止。 |
| 2008   | 11月 | 11日 | 6,626.39          |                     | 27,157,406,063,618,700  | 11月13日 - 準備銀行は一時停止していた銀行間電子取引を復帰させた。 11月20日 - 準備銀行はジンバブエ証券取引所に詐欺的な小切手取引をした口座を、 凍結。以後OMIRは算出されずに停止。 |
| 2008   | 11月 | 12日 | 8,399.31          | 400,000             | 12,981,054,269,303,500  | 11月13日 - 準備銀行は一時停止していた銀行間電子取引を復帰させた。 11月20日 - 準備銀行はジンバブエ証券取引所に詐欺的な小切手取引をした口座を、 凍結。以後OMIRは算出されずに停止。 |
| 2008   | 11月 | 13日 | 10,788.70         |                     | 41,974,524,821,395,400  | 11月13日 - 準備銀行は一時停止していた銀行間電子取引を復帰させた。 11月20日 - 準備銀行はジンバブエ証券取引所に詐欺的な小切手取引をした口座を、 凍結。以後OMIRは算出されずに停止。 |
| 2008   | 11月 | 14日 | 13,469.56         | 650,000             | 183,025,618,461,867,000 | 11月13日 - 準備銀行は一時停止していた銀行間電子取引を復帰させた。 11月20日 - 準備銀行はジンバブエ証券取引所に詐欺的な小切手取引をした口座を、 凍結。以後OMIRは算出されずに停止。 |
| 2008   | 11月 | 17日 | 17,398.16         |                     | 642,371,437,695,221,000 | 11月13日 - 準備銀行は一時停止していた銀行間電子取引を復帰させた。 11月20日 - 準備銀行はジンバブエ証券取引所に詐欺的な小切手取引をした口座を、 凍結。以後OMIRは算出されずに停止。 |
| 2008   | 11月 | 18日 | 25,593.66         |                     | 447,591,739,042,251,000 | 11月13日 - 準備銀行は一時停止していた銀行間電子取引を復帰させた。 11月20日 - 準備銀行はジンバブエ証券取引所に詐欺的な小切手取引をした口座を、 凍結。以後OMIRは算出されずに停止。 |
| 2008   | 11月 | 19日 | 30,320.43         |                     | 439,481,070,796,885,000 | 11月13日 - 準備銀行は一時停止していた銀行間電子取引を復帰させた。 11月20日 - 準備銀行はジンバブエ証券取引所に詐欺的な小切手取引をした口座を、 凍結。以後OMIRは算出されずに停止。 |
| 2008   | 11月 | 20日 | 34,912.83         |                     | 12,617,983,349,233,500  | 11月13日 - 準備銀行は一時停止していた銀行間電子取引を復帰させた。 11月20日 - 準備銀行はジンバブエ証券取引所に詐欺的な小切手取引をした口座を、 凍結。以後OMIRは算出されずに停止。 |
| 2008   | 11月 | 21日 | 38,128.72         |                     |                         | 11月13日 - 準備銀行は一時停止していた銀行間電子取引を復帰させた。 11月20日 - 準備銀行はジンバブエ証券取引所に詐欺的な小切手取引をした口座を、 凍結。以後OMIRは算出されずに停止。 |
| 2008   | 11月 | 24日 | 44,182.50         | 1,200,000           |                         | 11月13日 - 準備銀行は一時停止していた銀行間電子取引を復帰させた。 11月20日 - 準備銀行はジンバブエ証券取引所に詐欺的な小切手取引をした口座を、 凍結。以後OMIRは算出されずに停止。 |
| 2008   | 11月 | 25日 | 49,237.71         |                     |                         | 11月13日 - 準備銀行は一時停止していた銀行間電子取引を復帰させた。 11月20日 - 準備銀行はジンバブエ証券取引所に詐欺的な小切手取引をした口座を、 凍結。以後OMIRは算出されずに停止。 |
| 2008   | 11月 | 26日 | 56,197.60         |                     |                         | 11月13日 - 準備銀行は一時停止していた銀行間電子取引を復帰させた。 11月20日 - 準備銀行はジンバブエ証券取引所に詐欺的な小切手取引をした口座を、 凍結。以後OMIRは算出されずに停止。 |
| 2008   | 11月 | 27日 | 62,761.43         |                     |                         | 11月13日 - 準備銀行は一時停止していた銀行間電子取引を復帰させた。 11月20日 - 準備銀行はジンバブエ証券取引所に詐欺的な小切手取引をした口座を、 凍結。以後OMIRは算出されずに停止。 |
| 2008   | 11月 | 28日 | 70,197.01         |                     |                         | 11月13日 - 準備銀行は一時停止していた銀行間電子取引を復帰させた。 11月20日 - 準備銀行はジンバブエ証券取引所に詐欺的な小切手取引をした口座を、 凍結。以後OMIRは算出されずに停止。 |
| 2008   | 12月 | 1日  | 67,901.50         |                     |                         | |
| 2008   | 12月 | 2日  | 84,901.50         | 2,000,000           |                         | |
| 2008   | 12月 | 3日  | 92,501.50         |                     |                         | |
| 2008   | 12月 | 4日  | 100,330.21        | 5,300,000           |                         | |
| 2008   | 12月 | 5日  | 111,126.89        |                     |                         | |
| 2008   | 12月 | 8日  | 128,734.67        | 10,000,000          |                         | |
| 2008   | 12月 | 9日  | 140,085.70        | 25,000,000          |                         | |
| 2008   | 12月 | 10日 | 154,661.25        |                     |                         | |
| 2008   | 12月 | 11日 | 226,954.13        |                     |                         | |
| 2008   | 12月 | 12日 | 404,294.50        | 62,500,000          |                         | |
| 2008   | 12月 | 16日 |                   | 150,000,000         |                         | |
| 2008   | 12月 | 17日 | 925,825.00        | 200,000,000         |                         | |
| 2008   | 12月 | 18日 | 1,151,656.00      |                     |                         | |
| 2008   | 12月 | 19日 | 1,423,462.00      | 600,000,000         |                         | |
| 2008   | 12月 | 21日 |                   | 1,000,000,000       |                         | |
| 2008   | 12月 | 23日 | 1,748,530.00      | 9,000,000,000       |                         | |
| 2008   | 12月 | 24日 | 2,133,117.00      |                     |                         | |
| 2008   | 12月 | 29日 | 2,772,250.00      |                     |                         | |
| 2008   | 12月 | 30日 | 3,641,246.00      |                     |                         | |
| 2008   | 12月 | 31日 | 4,894,167.00      |                     |                         | |
| 2009年 | 1月  | 2日  | 5,601,509.00      |                     |                         | あまりのハイパーインフレーションで、外貨である米ドルや南アフリカランド が広く使われるようになり、事実上為替レートが存在しなくなった。                                            |
| 2009年 | 1月  | 5日  | 6,386,667.00      | 11,160,000,000      |                         | あまりのハイパーインフレーションで、外貨である米ドルや南アフリカランド が広く使われるようになり、事実上為替レートが存在しなくなった。                                            |
| 2009年 | 1月  | 7日  | 8,042,778.00      |                     |                         | あまりのハイパーインフレーションで、外貨である米ドルや南アフリカランド が広く使われるようになり、事実上為替レートが存在しなくなった。                                            |
| 2009年 | 1月  | 8日  | 8,676,674.00      |                     |                         | あまりのハイパーインフレーションで、外貨である米ドルや南アフリカランド が広く使われるようになり、事実上為替レートが存在しなくなった。                                            |
| 2009年 | 1月  | 9日  | 9,326,444.00      |                     |                         | あまりのハイパーインフレーションで、外貨である米ドルや南アフリカランド が広く使われるようになり、事実上為替レートが存在しなくなった。                                            |
| 2009年 | 1月  | 12日 | 10,148,113.00     | 40,000,000,000      |                         | あまりのハイパーインフレーションで、外貨である米ドルや南アフリカランド が広く使われるようになり、事実上為替レートが存在しなくなった。                                            |
| 2009年 | 1月  | 13日 | 11,171,474.00     |                     |                         | あまりのハイパーインフレーションで、外貨である米ドルや南アフリカランド が広く使われるようになり、事実上為替レートが存在しなくなった。                                            |
| 2009年 | 1月  | 14日 | 13,856,763.00     |                     |                         | あまりのハイパーインフレーションで、外貨である米ドルや南アフリカランド が広く使われるようになり、事実上為替レートが存在しなくなった。                                            |
| 2009年 | 1月  | 15日 | 15,273,676.00     | 333,000,000,000     |                         | あまりのハイパーインフレーションで、外貨である米ドルや南アフリカランド が広く使われるようになり、事実上為替レートが存在しなくなった。                                            |
| 2009年 | 1月  | 16日 | 16,744,890.00     |                     |                         | あまりのハイパーインフレーションで、外貨である米ドルや南アフリカランド が広く使われるようになり、事実上為替レートが存在しなくなった。                                            |
| 2009年 | 1月  | 18日 |                   | 1,250,000,000,000   |                         | あまりのハイパーインフレーションで、外貨である米ドルや南アフリカランド が広く使われるようになり、事実上為替レートが存在しなくなった。                                            |
| 2009年 | 1月  | 19日 | 18,683,139.00     |                     |                         | あまりのハイパーインフレーションで、外貨である米ドルや南アフリカランド が広く使われるようになり、事実上為替レートが存在しなくなった。                                            |
| 2009年 | 1月  | 21日 | 25,599,608.00     |                     |                         | あまりのハイパーインフレーションで、外貨である米ドルや南アフリカランド が広く使われるようになり、事実上為替レートが存在しなくなった。                                            |
| 2009年 | 1月  | 22日 | 30,577,532.00     |                     |                         | あまりのハイパーインフレーションで、外貨である米ドルや南アフリカランド が広く使われるようになり、事実上為替レートが存在しなくなった。                                            |
| 2009年 | 1月  | 23日 | 36,844,444.00     | 13,000,000,000,000  |                         | あまりのハイパーインフレーションで、外貨である米ドルや南アフリカランド が広く使われるようになり、事実上為替レートが存在しなくなった。                                            |
| 2009年 | 1月  | 26日 | 44,796,944.00     |                     |                         | あまりのハイパーインフレーションで、外貨である米ドルや南アフリカランド が広く使われるようになり、事実上為替レートが存在しなくなった。                                            |
| 2009年 | 1月  | 27日 | 415,888,889.00    |                     |                         | あまりのハイパーインフレーションで、外貨である米ドルや南アフリカランド が広く使われるようになり、事実上為替レートが存在しなくなった。                                            |
| 2009年 | 1月  | 28日 | 1,407,917,306.00  | 40,000,000,000,000  |                         | あまりのハイパーインフレーションで、外貨である米ドルや南アフリカランド が広く使われるようになり、事実上為替レートが存在しなくなった。                                            |
| 2009年 | 1月  | 29日 | 3,429,836,806.00  |                     |                         | あまりのハイパーインフレーションで、外貨である米ドルや南アフリカランド が広く使われるようになり、事実上為替レートが存在しなくなった。                                            |
| 2009年 | 1月  | 30日 | 7,039,188,034.00  |                     |                         | あまりのハイパーインフレーションで、外貨である米ドルや南アフリカランド が広く使われるようになり、事実上為替レートが存在しなくなった。                                            |
| 2009年 | 2月  | 2日  | 12,336,416,667.00 | 300,000,000,000,000 |                         | |

#### 第4のドル
2009年2月2日、デノミにより通貨が12桁切り捨てられた。
| 年     | 月  | 日   | 公式レート | 公式レート         | 備考 |
| 年     | 月  | 日   | 準備銀行   | Exchange-Rates.org | 備考 |
| ------ | --- | ---- | ---------- | ------------------ | --- |
| 2009年 | 2月 | 3日  | 22.00      |                    | 2月2日 - 準備銀行はジンバブエ・ドルのデノミを行った。1,000,000,000,000（1兆）旧ジンバブエ・ドル = 1新ジンバブエ・ドル。 2月5日 - 国連は為替レートを1米ドル=150,000新ジンバブエ・ドルと報じた。 |
| 2009年 | 2月 | 4日  | 24.51      |                    | 2月2日 - 準備銀行はジンバブエ・ドルのデノミを行った。1,000,000,000,000（1兆）旧ジンバブエ・ドル = 1新ジンバブエ・ドル。 2月5日 - 国連は為替レートを1米ドル=150,000新ジンバブエ・ドルと報じた。 |
| 2009年 | 2月 | 5日  | 28.54      |                    | 2月2日 - 準備銀行はジンバブエ・ドルのデノミを行った。1,000,000,000,000（1兆）旧ジンバブエ・ドル = 1新ジンバブエ・ドル。 2月5日 - 国連は為替レートを1米ドル=150,000新ジンバブエ・ドルと報じた。 |
| 2009年 | 2月 | 6日  | 32.19      |                    | 2月2日 - 準備銀行はジンバブエ・ドルのデノミを行った。1,000,000,000,000（1兆）旧ジンバブエ・ドル = 1新ジンバブエ・ドル。 2月5日 - 国連は為替レートを1米ドル=150,000新ジンバブエ・ドルと報じた。 |
| 2009年 | 2月 | 9日  | 35.34      |                    | 2月2日 - 準備銀行はジンバブエ・ドルのデノミを行った。1,000,000,000,000（1兆）旧ジンバブエ・ドル = 1新ジンバブエ・ドル。 2月5日 - 国連は為替レートを1米ドル=150,000新ジンバブエ・ドルと報じた。 |
| 2009年 | 2月 | 10日 | 38.80      |                    | 2月2日 - 準備銀行はジンバブエ・ドルのデノミを行った。1,000,000,000,000（1兆）旧ジンバブエ・ドル = 1新ジンバブエ・ドル。 2月5日 - 国連は為替レートを1米ドル=150,000新ジンバブエ・ドルと報じた。 |
| 2009年 | 2月 | 11日 | 42.32      |                    | 2月2日 - 準備銀行はジンバブエ・ドルのデノミを行った。1,000,000,000,000（1兆）旧ジンバブエ・ドル = 1新ジンバブエ・ドル。 2月5日 - 国連は為替レートを1米ドル=150,000新ジンバブエ・ドルと報じた。 |
| 2009年 | 2月 | 12日 | 46.07      |                    | 2月2日 - 準備銀行はジンバブエ・ドルのデノミを行った。1,000,000,000,000（1兆）旧ジンバブエ・ドル = 1新ジンバブエ・ドル。 2月5日 - 国連は為替レートを1米ドル=150,000新ジンバブエ・ドルと報じた。 |
| 2009年 | 2月 | 13日 | 49.87      |                    | 2月2日 - 準備銀行はジンバブエ・ドルのデノミを行った。1,000,000,000,000（1兆）旧ジンバブエ・ドル = 1新ジンバブエ・ドル。 2月5日 - 国連は為替レートを1米ドル=150,000新ジンバブエ・ドルと報じた。 |
| 2009年 | 2月 | 16日 | 53.00      |                    | 2月2日 - 準備銀行はジンバブエ・ドルのデノミを行った。1,000,000,000,000（1兆）旧ジンバブエ・ドル = 1新ジンバブエ・ドル。 2月5日 - 国連は為替レートを1米ドル=150,000新ジンバブエ・ドルと報じた。 |
| 2009年 | 2月 | 17日 | 58.04      |                    | 2月2日 - 準備銀行はジンバブエ・ドルのデノミを行った。1,000,000,000,000（1兆）旧ジンバブエ・ドル = 1新ジンバブエ・ドル。 2月5日 - 国連は為替レートを1米ドル=150,000新ジンバブエ・ドルと報じた。 |
| 2009年 | 2月 | 18日 | 62.70      |                    | 2月2日 - 準備銀行はジンバブエ・ドルのデノミを行った。1,000,000,000,000（1兆）旧ジンバブエ・ドル = 1新ジンバブエ・ドル。 2月5日 - 国連は為替レートを1米ドル=150,000新ジンバブエ・ドルと報じた。 |
| 2009年 | 2月 | 19日 | 66.49      |                    | 2月2日 - 準備銀行はジンバブエ・ドルのデノミを行った。1,000,000,000,000（1兆）旧ジンバブエ・ドル = 1新ジンバブエ・ドル。 2月5日 - 国連は為替レートを1米ドル=150,000新ジンバブエ・ドルと報じた。 |
| 2009年 | 2月 | 20日 | 71.33      |                    | 2月2日 - 準備銀行はジンバブエ・ドルのデノミを行った。1,000,000,000,000（1兆）旧ジンバブエ・ドル = 1新ジンバブエ・ドル。 2月5日 - 国連は為替レートを1米ドル=150,000新ジンバブエ・ドルと報じた。 |
| 2009年 | 2月 | 23日 | 76.22      |                    | 2月2日 - 準備銀行はジンバブエ・ドルのデノミを行った。1,000,000,000,000（1兆）旧ジンバブエ・ドル = 1新ジンバブエ・ドル。 2月5日 - 国連は為替レートを1米ドル=150,000新ジンバブエ・ドルと報じた。 |
| 2009年 | 2月 | 24日 | 81.58      |                    | 2月2日 - 準備銀行はジンバブエ・ドルのデノミを行った。1,000,000,000,000（1兆）旧ジンバブエ・ドル = 1新ジンバブエ・ドル。 2月5日 - 国連は為替レートを1米ドル=150,000新ジンバブエ・ドルと報じた。 |
| 2009年 | 2月 | 25日 | 86.15      |                    | 2月2日 - 準備銀行はジンバブエ・ドルのデノミを行った。1,000,000,000,000（1兆）旧ジンバブエ・ドル = 1新ジンバブエ・ドル。 2月5日 - 国連は為替レートを1米ドル=150,000新ジンバブエ・ドルと報じた。 |
| 2009年 | 2月 | 26日 | 91.39      |                    | 2月2日 - 準備銀行はジンバブエ・ドルのデノミを行った。1,000,000,000,000（1兆）旧ジンバブエ・ドル = 1新ジンバブエ・ドル。 2月5日 - 国連は為替レートを1米ドル=150,000新ジンバブエ・ドルと報じた。 |
| 2009年 | 2月 | 27日 | 95.42      |                    | 2月2日 - 準備銀行はジンバブエ・ドルのデノミを行った。1,000,000,000,000（1兆）旧ジンバブエ・ドル = 1新ジンバブエ・ドル。 2月5日 - 国連は為替レートを1米ドル=150,000新ジンバブエ・ドルと報じた。 |
| 2009年 | 3月 | 2日  | 99.67      |                    | |
| 2009年 | 3月 | 3日  | 103.29     |                    | |
| 2009年 | 3月 | 4日  | 108.01     |                    | |
| 2009年 | 3月 | 5日  | 113.12     |                    | |
| 2009年 | 3月 | 6日  | 117.26     |                    | |
| 2009年 | 3月 | 9日  | 121.85     |                    | |
| 2009年 | 3月 | 10日 | 126.11     |                    | |
| 2009年 | 3月 | 11日 | 131.00     |                    | |
| 2009年 | 3月 | 12日 | 134.92     |                    | |
| 2009年 | 3月 | 13日 | 138.58     |                    | |
| 2009年 | 3月 | 16日 | 143.42     |                    | |
| 2009年 | 3月 | 17日 | 150.52     |                    | |
| 2009年 | 3月 | 18日 | 156.69     |                    | |
| 2009年 | 3月 | 19日 | 163.34     |                    | |
| 2009年 | 3月 | 20日 | 170.39     |                    | |
| 2009年 | 3月 | 23日 | 177.25     |                    | |
| 2009年 | 3月 | 24日 | 186.61     |                    | |
| 2009年 | 3月 | 25日 | 193.52     |                    | |
| 2009年 | 3月 | 26日 | 199.76     |                    | |
| 2009年 | 3月 | 27日 | 206.74     |                    | |
| 2009年 | 3月 | 30日 | 209.62     |                    | |
| 2009年 | 3月 | 31日 | 213.07     |                    | |
| 2009年 | 4月 | 1日  | 221.29     |                    | |
| 2009年 | 4月 | 2日  | 225.83     |                    | |
| 2009年 | 4月 | 3日  | 230.68     |                    | |
| 2009年 | 4月 | 6日  | 238.94     |                    | |
| 2009年 | 4月 | 7日  | 244.81     |                    | |
| 2009年 | 4月 | 9日  | 249.40     |                    | |
| 2009年 | 4月 | 14日 | 255.19     |                    | |
| 2009年 | 4月 | 15日 | 259.10     |                    | |
| 2009年 | 4月 | 16日 | 263.94     |                    | |
| 2009年 | 4月 | 17日 | 266.64     |                    | |
| 2009年 | 4月 | 20日 | 271.04     |                    | |
| 2009年 | 4月 | 24日 | 294.18     |                    | |
| 2009年 | 4月 | 29日 | 306.68     |                    | |
| 2009年 | 4月 | 30日 | 309.31     |                    | |
| 2009年 | 5月 | 4日  | 315.23     |                    | |
| 2009年 | 5月 | 5日  | 319.13     | 306.00             | |
| 2009年 | 5月 | 6日  | 328.36     |                    | |
| 2009年 | 5月 | 7日  | 320.02     | 322.355            | |
| 2009年 | 5月 | 8日  | 326.26     |                    | |
| 2009年 | 5月 | 11日 | 329.65     |                    | |
| 2009年 | 5月 | 12日 | 332.26     |                    | |
| 2009年 | 5月 | 13日 | 336.46     |                    | |
| 2009年 | 5月 | 14日 | 345.12     |                    | |
| 2009年 | 5月 | 15日 | 350.30     | 341.40             | |
| 2009年 | 5月 | 18日 |            | 344.00             | |
| 2009年 | 5月 | 19日 | 354.58     | 347.00             | |
| 2009年 | 5月 | 20日 | 357.48     | 350.00             | |
| 2009年 | 5月 | 21日 | 360.64     | 353.70             | |
| 2009年 | 5月 | 22日 | 363.14     | 357.10             | |
| 2009年 | 5月 | 25日 |            | 364.90             | |
| 2009年 | 5月 | 26日 |            | 368.10             | |
| 2009年 | 5月 | 28日 |            | 373.70             | |
| 2009年 | 6月 | 1日  |            | 380.40             | |
| 2009年 | 6月 | 2日  |            | 384.80             | |
| 2009年 | 6月 | 4日  |            | 390.10             | |
| 2009年 | 6月 | 5日  |            | 392.00             | |
| 2009年 | 6月 | 8日  |            | 394.00             | |
| 2009年 | 6月 | 10日 |            | 400.40             | |
| 2009年 | 6月 | 11日 |            | 401.60             | |
| 2009年 | 6月 | 17日 |            | 407.70             | |
| 2009年 | 6月 | 19日 |            | 409.70             | |
| 2009年 | 6月 | 23日 |            | 414.00             | |
| 2009年 | 6月 | 24日 |            | 415.40             | |
| 2009年 | 6月 | 25日 |            | 416.90             | |
| 2009年 | 6月 | 26日 |            | 419.00             | |
| 2009年 | 6月 | 29日 |            | 421.10             | |
| 2009年 | 6月 | 30日 |            | 423.50             | |
| 2009年 | 7月 | 1日  |            | 426.50             | |
| 2009年 | 7月 | 2日  |            | 429.50             | |
| 2009年 | 7月 | 7日  |            | 434.50             | |
| 2009年 | 7月 | 8日  |            | 436.00             | |
| 2009年 | 7月 | 9日  |            | 437.10             | |
| 2009年 | 7月 | 13日 |            | 440.00             | |
| 2009年 | 7月 | 14日 |            | 441.55             | |
| 2009年 | 7月 | 15日 |            | 442.70             | |
| 2009年 | 7月 | 17日 |            | 445.50             | |
| 2009年 | 7月 | 21日 |            | 448.10             | |
| 2009年 | 7月 | 22日 |            | 449.60             | |
| 2009年 | 7月 | 27日 |            | 356.50             | |
| 2009年 | 7月 | 29日 |            | 357.00             | |
| 2009年 | 7月 | 30日 |            | 359.00             | |

## 関連文献
- 早川真悠『ハイパー・インフレの人類学: ジンバブエ「危機」下の多元的貨幣経済』人文書院、2015年。
- ペティナ・ガッパ 著、小川高義 訳『イースタリーのエレジー』新潮社〈新潮クレスト・ブックス〉、2013年。（原書 Petina Gappah (2009), An Elegy for Easterly） - 短編小説集。ハイパーインフレーション下で暮らす人々を描いた作品が収録されている。

### ニュース
- “Zimbabwe sees record inflation”. BBC News. (2006年3月10日) 2006年10月2日閲覧。
- “Zimbabwe's inflation surpasses 1,000 percent”. CNN. (2006年5月12日)
- Thornycroft, Peta (2006年7月15日). “In Zimbabwe, a small bag of groceries now costs millions”. The Daily Telegraph 2006年10月2日閲覧。
- zimbabwesituation.com (2006年7月27日). “Zim dollar hits a million to the pound as Murerwa unveils 'scandalous' supplementary budget”. 2006年10月2日閲覧。
- zimbabwesituation.com (2006年7月31日). “Zimbabwe devalues, redenominates currency”. 2006年10月2日閲覧。
- Zimdollar
- zimbabwesituation.com (2006年9月15日). “Zimbabwe Aug inflation jumps to 1,204 pct yr/yr”. 2006年10月2日閲覧。
- zimbabwesituation.com (2006年11月4日). “Embattled currency to hit $16 000 per US dollar”. 2006年11月5日閲覧。
- zimbabwesituation.com (2006年11月17日). “Murerwa wins on devaluation”. 2006年11月17日閲覧。
- zimbabwesituation.com (2006年11月29日). “Zimdollar takes heavy knock on black market”. 2006年11月29日閲覧。
- zimbabwesituation.com (2007年6月22日). “Zimbabwe currency crashes; inflation as high as 9,000%”. 2007年6月22日閲覧。
- Zimbabwe launches $200,000 note Retrieved on 1-08-2007.
- Zimbabwe inflation hits new high (Depicts the front of the $200,000 Bearer Cheque) Retrieved on 25-08-2007.
- 高尾具成 (2008年3月28日). “ジンバブエ：年10万%の超インフレ 市民らは口つぐむ” (日本語). 毎日新聞 (毎日新聞社).  オリジナルの2008年3月31日時点におけるアーカイブ。{{cite news}}:  CS1メンテナンス: 認識できない言語 (カテゴリ)
- “ジンバブエが自国通貨を廃止、17.5京ドルを5米ドルに交換” (日本語). ロイター. (2015年11月6日) 2016年9月25日閲覧。{{cite news}}:  CS1メンテナンス: 認識できない言語 (カテゴリ)

| 先代 ローデシア・ドル 理由：独立 比率：等価 | ジンバブエの通貨 1980年 – 2015年 備考：2009年に発行停止 | 次代 米ドル・ユーロ・英ポンド・南ア・ランド・ボツワナ・プラ （2009年より） 人民元・印ルピー・豪ドル・日本円 （2014年追加） 理由：通貨バスケット制 備考：2009年に5通貨が法定通貨となり、2014年に9通貨となった |
| 先代 ローデシア・ドル 理由：独立 比率：等価 | ジンバブエの通貨 1980年 – 2015年 備考：2009年に発行停止 | 次代 ジンバブエ債券 （硬貨（2014年-）・紙幣（2016年-）） 備考：準通貨 |
| 先代 ローデシア・ドル 理由：独立 比率：等価 | ジンバブエの通貨 1980年 – 2015年 備考：2009年に発行停止 | 次代 RTGSドル（2019年 -） |